# Felis silvestris catus
Il gatto domestico (Felis catus Linnaeus, 1758 o Felis silvestris catus Linnaeus, 1758) è un piccolo mammifero carnivoro appartenente alla famiglia dei felidi.
Dall'indole essenzialmente territoriale e crepuscolare, il gatto è un predatore di piccoli animali, specialmente roditori e uccelli. Per comunicare utilizza vari vocalizzi (più di sedici), le fusa, le posizioni del corpo e i feromoni. Prevalentemente domestico, il gatto può essere addestrato ad accettare istruzioni semplici e può imparare da solo a manipolare svariati meccanismi, anche complessi, tra cui le maniglie delle porte o le chiusure delle gabbie.
È il felino col più vasto areale nel mondo e con la popolazione più numerosa, protagonista anche di fenomeni d'inselvatichimento così ampi da determinarne l'inclusione nella lista delle cento specie invasive più dannose da parte dell'Unione internazionale per la conservazione della natura.
Si possono contare una cinquantina di razze differenti, riconosciute con certificazioni.

## Etimologia
Il nome italiano "gatto" deriva dal latino medievale gattus (VIII sec.), latino tardo cattus (IV sec.), classico catta (Marziale, c. 75 d.C.) di origine incerta, probabilmente dal proto-germanico *kattuz, che soppiantò fēlēs in tutta la Romània (es: gato, fr: chat, oc: cat, pt: gato, lmo: gat; ma non nel romeno, dove si usa pisică, e nel sardo, dove insieme a battu è egualmente utilizzato pisitu), e da questo deriva l'italiano gatto. Dal termine tardolatino derivano anche le parole corrispondenti celtiche (cfr. irl. cat, gall. cath, bret. kaz) e slave (cfr. antico slavo ecclesiastico котъка kotŭka, bulg. котка kotka, russo кот kot, croato mačak), nonché il lituano kate e il finlandese katti e il greco moderno γάτα.
Il sinonimo affettuoso "mìcio", usato soprattutto come richiamo (anche ripetendolo: "micio micio..."), secondo Treccani sarebbe una voce onomatopeica derivata dal linguaggio infantile. Invece secondo il Vocabolario etimologico della lingua italiana (oggi ritenuto poco attendibile) deriva probabilmente dalla parola latina mus, "topo", del quale il gatto è cacciatore, e troverebbe similitudini anche in altre lingue; dal latino musio, attraverso l'italiano antico mùcio, sarebbe poi divenuto micio per assimilazione.

## Anatomia

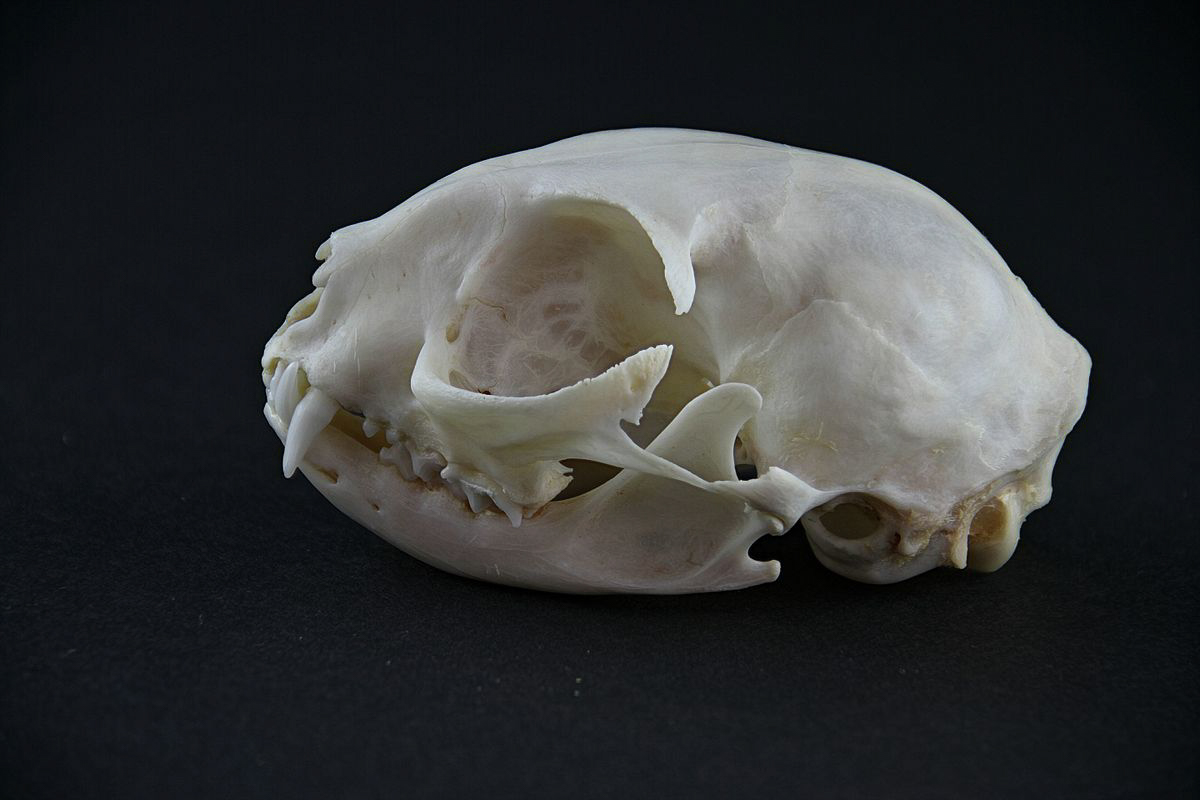
Cranio

La temperatura corporea del gatto oscilla fra i 38 e i 38,5 °C; la frequenza respiratoria normale è di 10/20 respiri al minuto e quella cardiaca di 110/140 battiti al minuto.

### Scheletro e muscoli
Il corpo è molto agile, flessibile e massiccio, tale da consentirgli di camminare molto silenziosamente e di spiccare grandi salti; le unghie retrattili (più precisamente protrattili, dato che nella condizione ordinaria di riposo si trovano nascoste e sono estratte solo all'occorrenza) gli permettono di arrampicarsi e di afferrare con grande agilità. Lo scheletro è formato da 250 ossa. Le vertebre del collo sono corte e la colonna vertebrale molto mobile. La clavicola dei gatti, come per tutti i felini, è piccola e collegata allo sterno unicamente da un legamento; ciò conferisce una grande mobilità, visto che le spalle possono muoversi indipendentemente. Le vertebre caudali prolungano la colonna e il loro numero è variabile in funzione della razza.

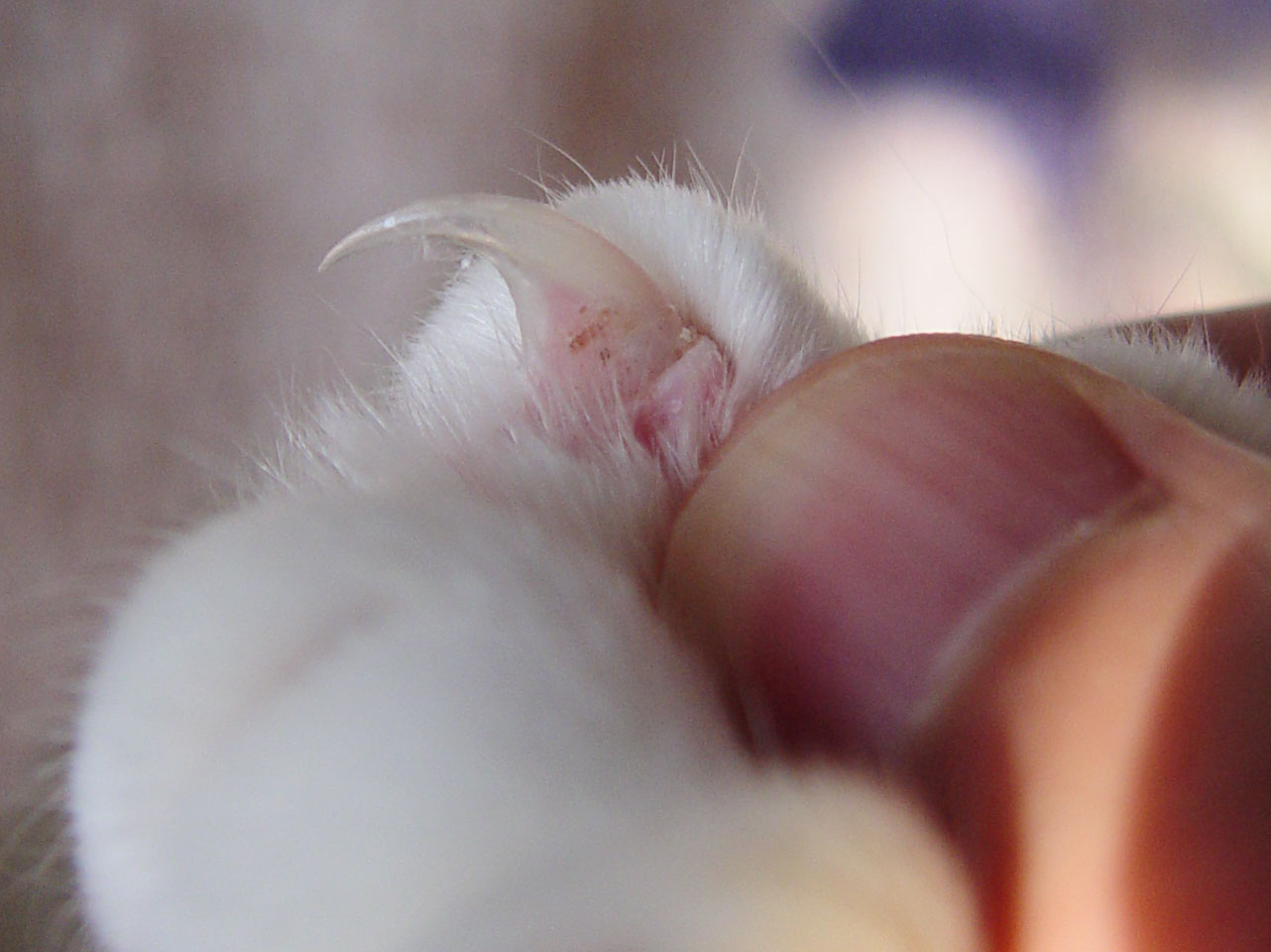
Artiglio

La coda ha un ruolo molto importante nel mantenimento dell'equilibrio. Le zampe anteriori terminano con cinque dita fornite di artigli protrattili, formati da cheratina, ma solo quattro di essi toccano il suolo, visto che il quinto dito, detto "sperone", resta di fianco. Esistono comunque casi di polidattilia felina in cui il gatto risulta avere sei o addirittura sette dita per zampa. Le zampe posteriori, più lunghe di quelle anteriori, terminano con quattro dita fornite anch'esse di artigli protrattili. I cuscinetti sono costituiti da membrane elastiche che gli conferiscono un'andatura silenziosa. Sotto le zampe, come nel muso e sopra gli occhi sono anche presenti le vibrisse che hanno la funzione di controllare l'equilibrio del felino. I muscoli dorsali sono molto flessibili e quelli delle zampe posteriori molto potenti.
Queste specifiche conferiscono all'animale una grande agilità e un'ampiezza quando salta: può saltare a un'altezza cinque volte superiore alla sua statura. Nella corsa può raggiungere i 50 km/h e percorrere 100 m in sette secondi, ma non è un corridore di lunghe distanze e si stanca molto velocemente. Contrariamente a quello che generalmente si pensa, tutti i gatti sanno nuotare molto bene, ma esitano a gettarsi in acqua, facendolo solo se costretti. Un gatto pesa in media tra i 2,5 e i 4,5 kg e misura da 46 a 51 cm senza la coda, che misura dai 20 ai 25 cm.

### Sistema digestivo

Organi interni

Come tutti i carnivori, l'ultimo premolare superiore e il primo molare inferiore formano i cosiddetti "ferini". Questi permettono ai gatti di strappare il cibo, grazie ai potenti muscoli fissati alle pareti laterali del suo cranio, inghiottendo senza masticare. La mandibola del gatto è fatta in modo che, pur consentendo unicamente una masticazione verticale, ha il vantaggio di permettere un effetto a forbice. L'osso ioide è ossificato internamente: ciò permette al gatto di fare le fusa, ma non di ruggire. Contrariamente all'uomo, il gatto mastica poco e il processo di digestione comincia nello stomaco e non in bocca.
Lo stomaco del gatto è piccolo (circa 300 ml), ma possiede un'acidità molto elevata che è utile anche come mezzo di prevenzione delle infezioni digestive. I suoi reni sono così efficienti da consentirgli di sopravvivere a una dieta basata solo su carne, senza ulteriore acqua, o da permettere di idratarsi anche bevendo acqua di mare.

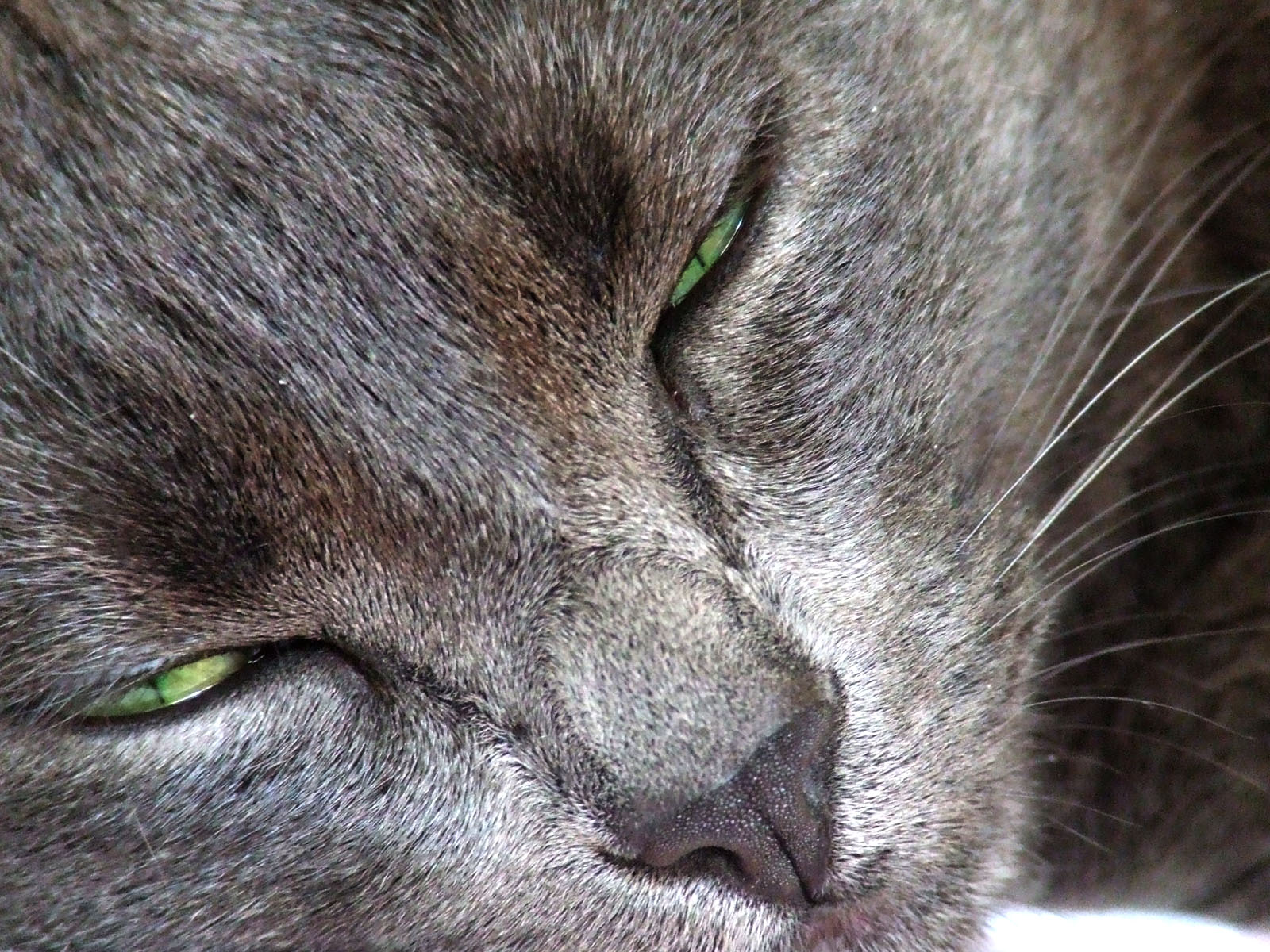
I cambi di direzione del pelo sul muso

Il suo intestino piuttosto corto (circa un metro per l'intestino tenue e da 20 a 40 cm per il colon) è tipico dei cacciatori di piccole prede. Queste dimensioni spiegano perché il gatto deve mangiare frequentemente, ma in piccole quantità (tra i dieci e i sedici pasti). Il sistema digestivo del gatto è anche poco adatto alla varietà alimentare, che gli può causare diarree e vomiti. Infine, il transito degli alimenti nel sistema digestivo dei gatti è rapido, tra le dodici e le quattordici ore.

### Il pelo

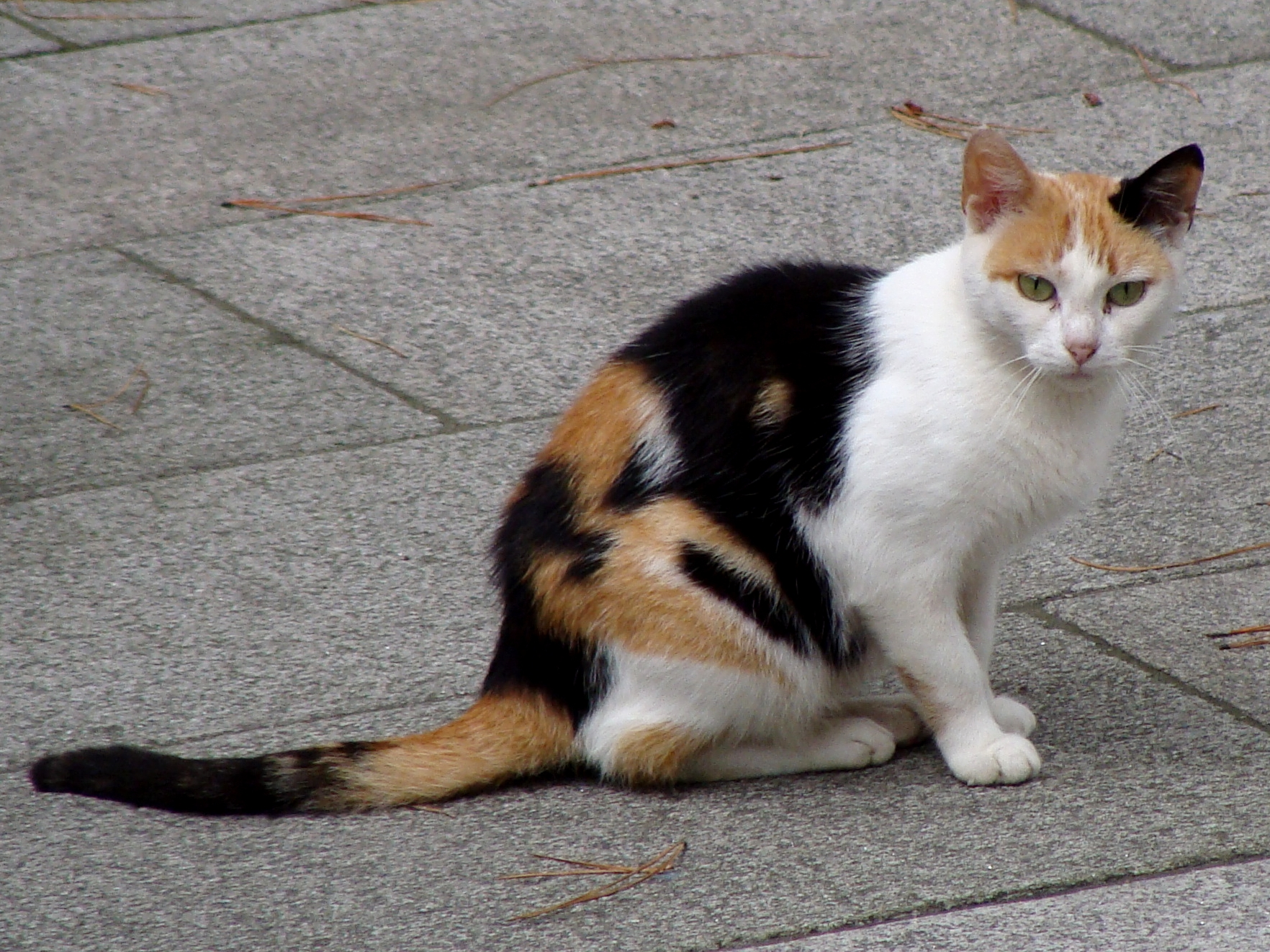
Un gatto tricolore o tartarugato femmina

La colorazione differenziale della sua pelliccia dipende dall'inattivazione selettiva del cromosoma X nelle sue cellule, che portano alleli diversi per il colore del pelo. Il colore del pelo è molto vario in funzione delle razze: si va dalle razze a pelo lungo fino a razze quasi del tutto senza pelo come lo sphynx.

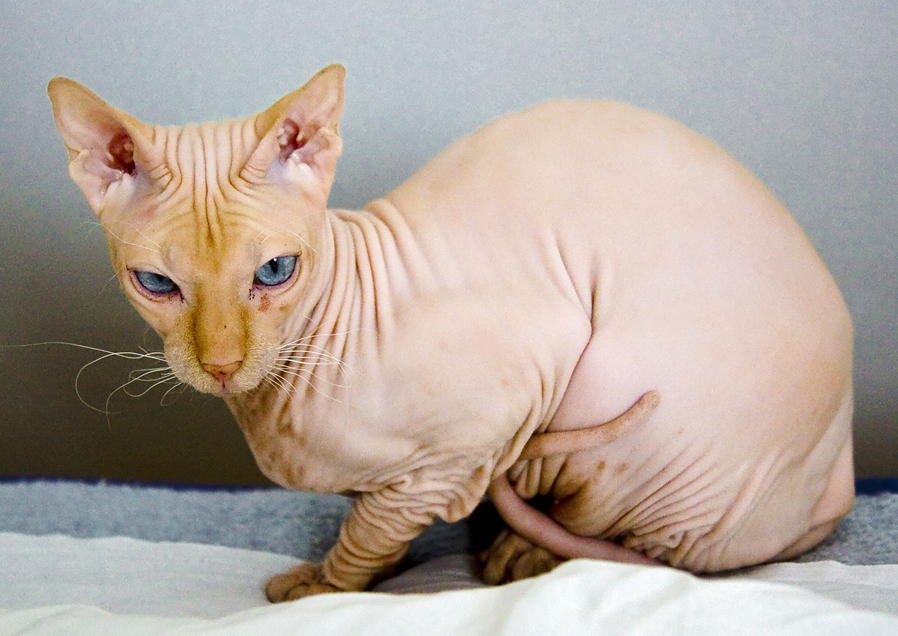
Sphynx, gatto "nudo"

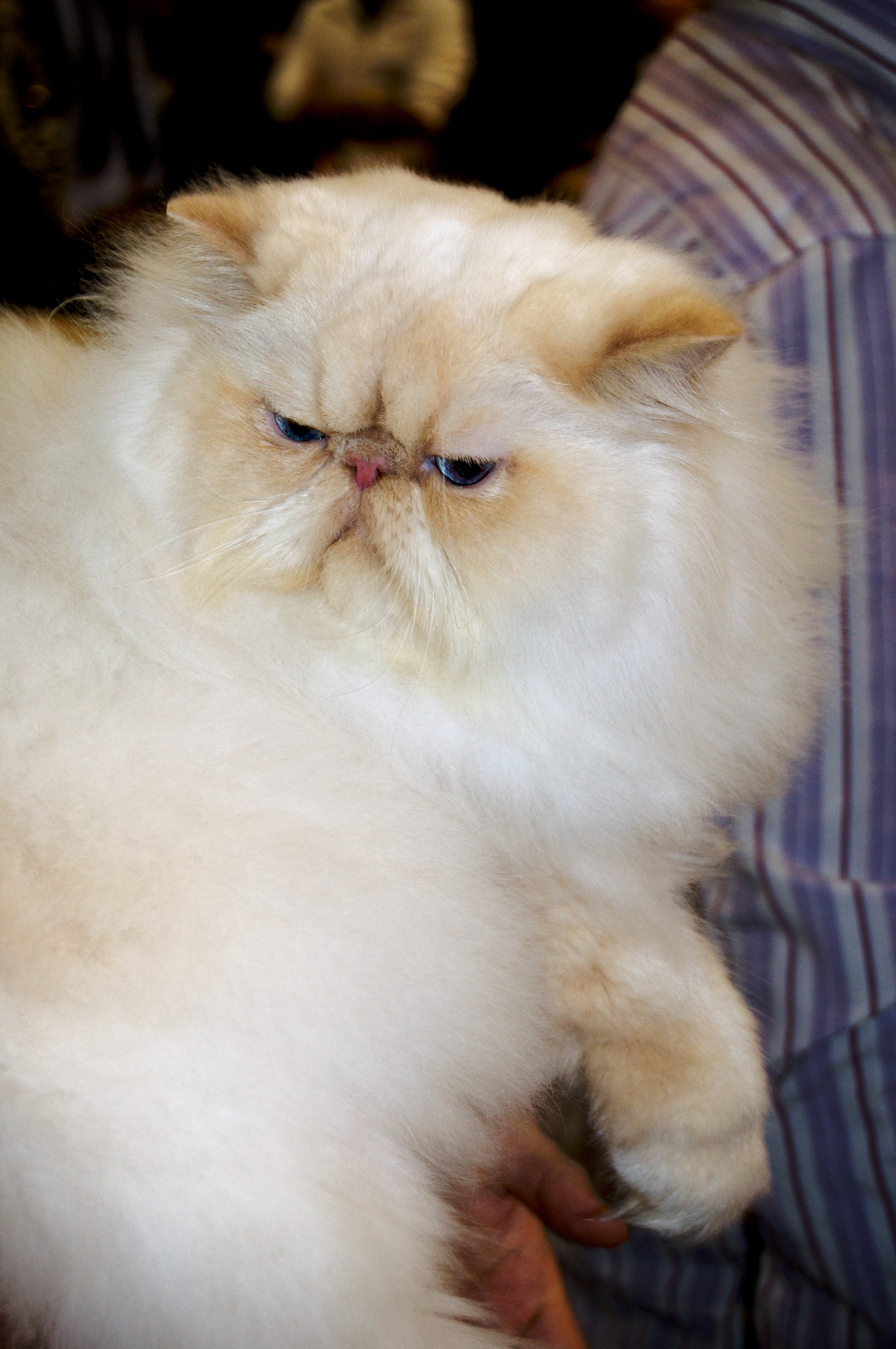
Gatto persiano

Probabilmente in origine il pelo era di colore grigio-marrone tigrato adatto alla mimetizzazione durante la caccia.
La pelliccia del gatto è composta da peli lunghi che coprono la superficie esterna e da peli corti sotto. Questo permette un buon isolamento termico. Il manto di un gatto è composto da più colori che formano diversi motivi. Certi esemplari hanno delle grandi macchie mentre altri delle striature o delle macchie più piccole. Il colore del pelo di un gatto può avere tre tinte (nero, bianco, rosso), più o meno diluite o scure. Il maschio per delle ragioni genetiche può assumere solo uno o due colori alla volta, salvo le rare eccezioni dei maschi calico e tartaruga, geneticamente sterili. Di tali razze, quindi, solo le femmine possono portare tre colori.
Il gatto impiega molto tempo nella pulizia del suo pelo perché questo è molto importante per regolare la sua temperatura corporea. La sua lingua è coperta da piccole papille che la rendono molto ruvida, e gli permettono di snodare il pelo durante la sua toelettatura (salvo casi particolari, i gatti si puliscono ogni giorno). Avendo un elevato rapporto fra superficie epidermica e peso, il rischio di dispersione termica è grande. Se il pelo fosse in disordine o sporco, le caratteristiche isolanti sarebbero meno efficaci. Inoltre in estate, il fatto di bagnare la pelliccia provoca un raffreddamento grazie all'evaporazione della saliva. I gatti perdono il pelo all'inizio della stagione estiva per effetto della muta.
Un gatto ha approssimativamente 25.000 peli per centimetro quadrato, quindi approssimando, il numero di peli di un gatto medio sulla totalità della sua superficie (il cui corpo è di circa 46–51 cm di lunghezza, la coda 25–30 cm, aggiungendo inoltre testa, collo e zampe), è di circa 80-95 milioni.

### I sensi
Predatore crepuscolare, il gatto possiede dei sensi molto sviluppati, in particolare l'udito e l'olfatto. Percepisce il mondo diversamente dagli esseri umani; è forse per questo che gli vengono associati "poteri soprannaturali". Esistono diverse storie che raccontano come dei gatti abbiano percepito in anticipo terremoti o altre catastrofi, scappando prima del fenomeno. La spiegazione è probabilmente legata alla percezione di frequenze che non sono udibili dagli esseri umani; è infatti in grado di percepire sia gli infrasuoni che gli ultrasuoni. Non è tuttora chiaro attraverso quali meccanismi i gatti riescano a ritrovare la strada di casa dopo essere stati posti in luoghi sconosciuti distanti centinaia di chilometri.

#### Vista

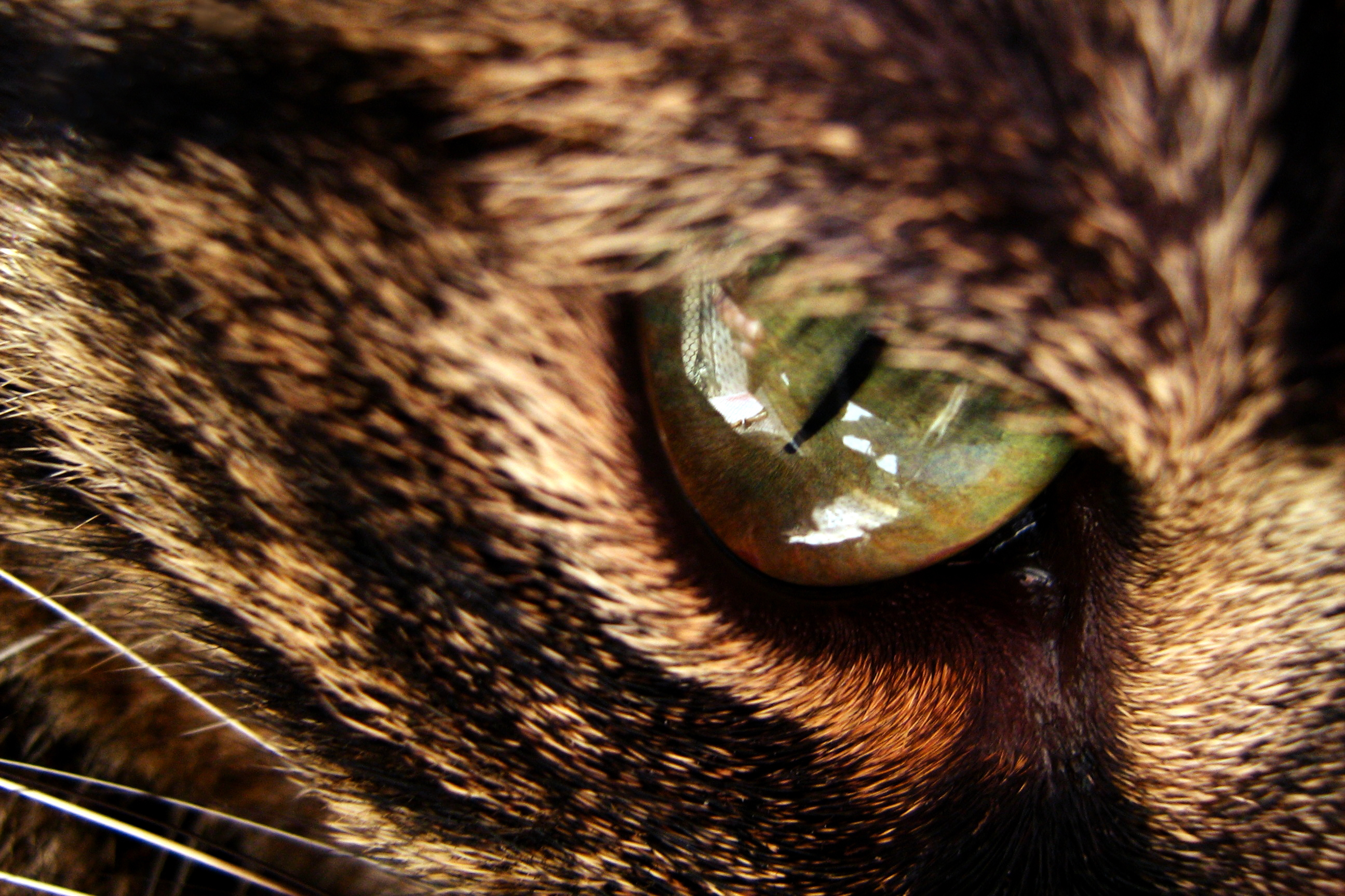
Riducendo le pupille a due fessure, il gatto riesce a minimizzare la quantità di luce che il suo occhio riceve

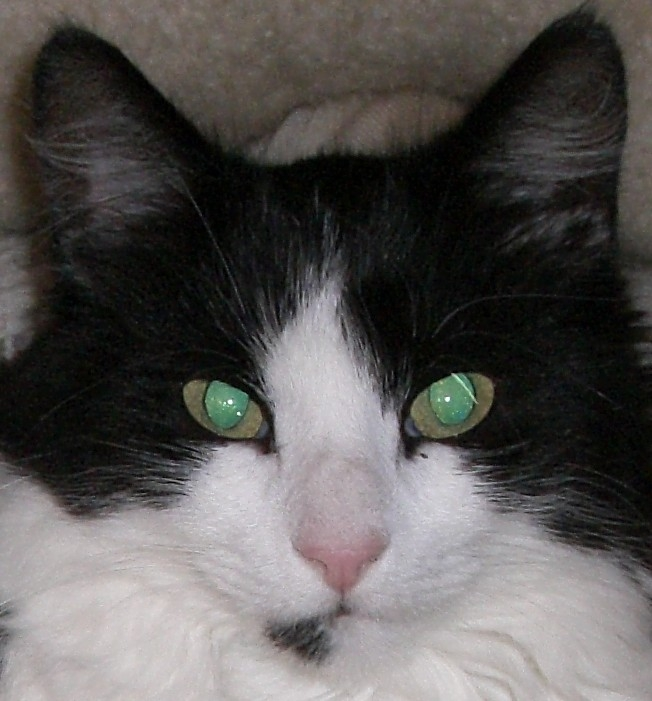
Il tapetum lucidum degli occhi del gatto riflette la luce

Il gatto riesce a vedere in condizione di scarsissima luminosità grazie al tapetum lucidum. Come l'uomo, il gatto ha una visione binoculare che consente di percepire le distanze. Tuttavia, di giorno la sua vista è meno efficiente, anche se il gatto coglie comunque bene i movimenti, distinguendo, al contrario, con difficoltà i dettagli degli oggetti. L'acuità visiva di un gatto si attesta da 6/30 a 6/60, ovvero un gatto vede un oggetto a 6 metri di distanza come un occhio umano può vederlo a 30-60 metri. Sembra che i gatti siano miopi, il che significa che non possono vedere oggetti molto distanti da loro.
È stata per lungo tempo controversa la capacità da parte del gatto di percepire i colori, ma recenti studi hanno dimostrato la capacità cromatica dell'occhio felino. Tuttavia, in alcuni casi emergerebbe un certo daltonismo, per cui diversi gatti confonderebbero il bianco col giallo, nonché il rosso col verde. Pare però che riescano a vedere gli ultravioletti.

#### Udito

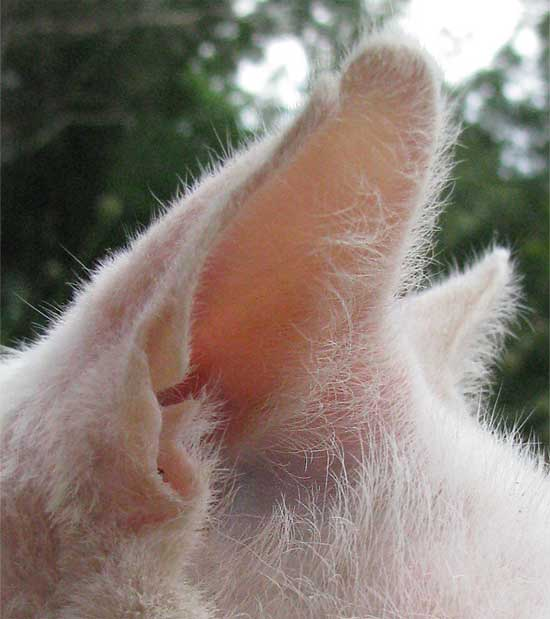
Orecchio

Come molti predatori anche il gatto ha un udito molto fine grazie alla capacità di orientare i padiglioni auricolari che isolano la fonte sonora interessata dai rumori ambientali rendendo possibile l'individuazione della sorgente.
Tra i mammiferi, l'ampiezza dell'audiogramma del gatto è notevole e arriva fino ai 50 000 Hz (mentre l'orecchio umano è limitato a 20 000). La maggiore sensibilità alle alte frequenze lo favorisce nella caccia ai roditori che emettono tipiche alte frequenze.
La maggioranza dei gatti bianchi (più del 60%) è sorda da una o da entrambe le orecchie. È stato dimostrato che l'allele W, all'origine del colore del pelo, è direttamente responsabile di una degenerazione dell'orecchio interno che provoca la sordità. Il gatto nasce normale, ma dopo una settimana il suo orecchio, invece di svilupparsi, subisce delle alterazioni progressive. La degenerazione si completa dopo tre settimane.

#### Olfatto

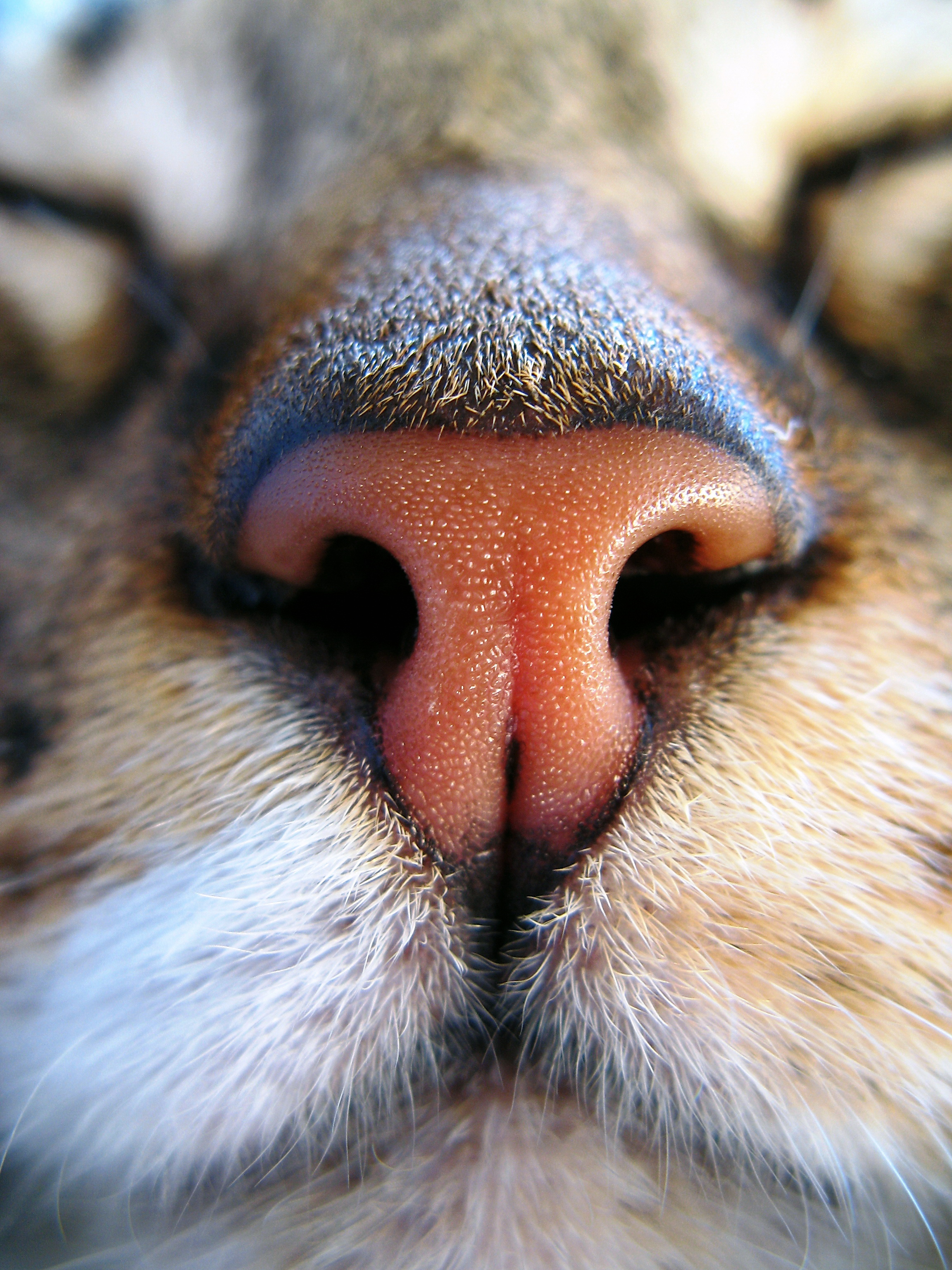
Il naso

Il gatto possiede 200 milioni di terminazioni olfattive, molte di più rispetto al cane, che ne ha da ottanta a cento milioni a seconda della razza, e all'essere umano, che ne ha cinque milioni. Esse sono specializzate nell'individuazione del cibo; in effetti, ha una sensibilità a vari composti azotati, consentendo all'animale di stabilire, con grande sensibilità, se il pasto è rancido e andato a male. Mentre il cane azzanna il boccone che gli viene dato, il gatto lo ispeziona annusandolo. L'organo di Jacobson è in grado di rilevare sensazioni sia olfattive sia gustative: esso ha lo specifico scopo di trasmettere gli stimoli sensitivi ai centri sessuali del cervello. L'olfatto è importante anche nella vita sessuale: il maschio riesce a percepire l'odore della femmina a centinaia di metri di distanza.

#### Gusto

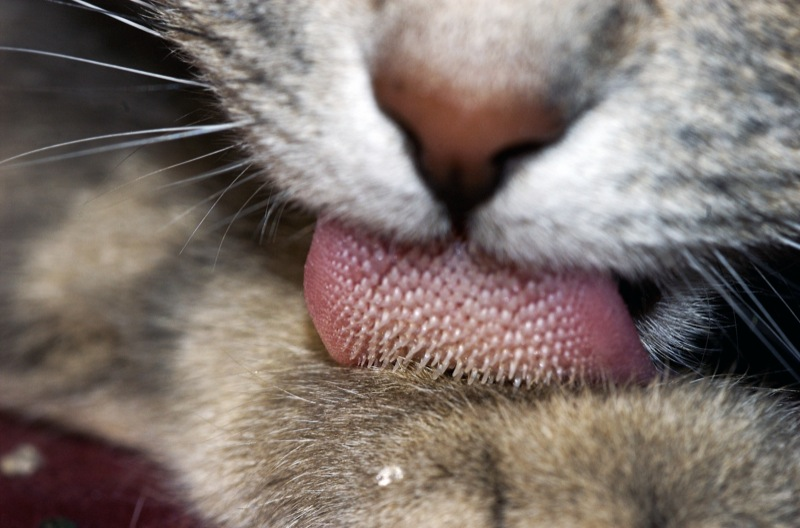
La lingua

Ha un senso del gusto molto sviluppato grazie al quale può percepire una minima variazione nel sapore dell'acqua. Il gatto percepisce poco i sapori dolci. Analogamente al cane, il gatto ha la maggior parte delle papille gustative sulla punta e sui bordi della lingua; questo gli permette di ingurgitare direttamente i bocconi. Le papille gustative del gatto hanno la forma di microscopici uncini (rivolti verso l'interno) che facilitano le pulizia del pelo.

#### Tatto

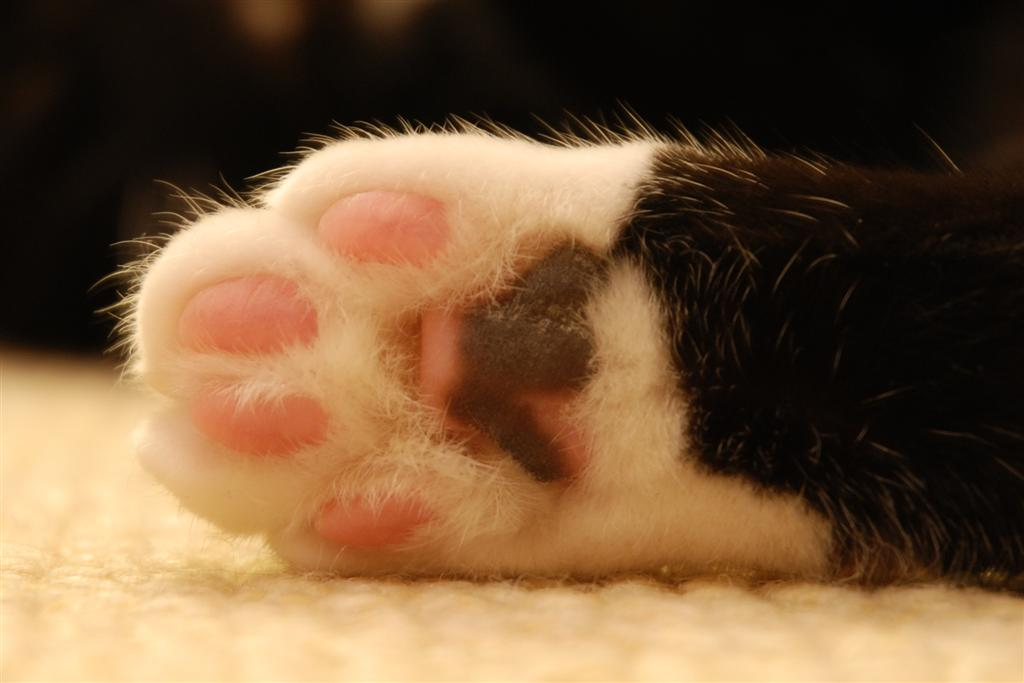
I cuscinetti plantari

Anche il suo senso del tatto è ben sviluppato. I suoi baffi, chiamati vibrisse, gli permettono di percepire piccole variazioni nella pressione dell'aria e ostacoli. È anche grazie a essi che riesce a orientarsi nel buio più assoluto e a percepire le dimensioni dei piccoli spazi. Possiede delle vibrisse anche sotto le zampe, sotto al mento e alle sopracciglia. I cuscinetti sotto le zampe (detti anche "gommini") sono molto sensibili alle vibrazioni e la sua pelle è coperta di cellule tattili estremamente sensibili.

#### L'equilibrio durante le cadute: l'apparato vestibolare
Il suo sistema vestibolare è particolarmente sviluppato e gli conferisce un buon senso dell'equilibrio. Ciò spiega la sua particolare capacità di rigirarsi durante una caduta per atterrare sulle zampe. Se un gatto cade anche da pochi centimetri dal suolo ed è girato di schiena, può rigirarsi ruotando dapprima la testa in direzione del suolo, poi le zampe anteriori e infine quelle posteriori. Il gatto si ritrova allora con il ventre verso terra e assume una posizione che ricorda quella degli scoiattoli volanti. Non sempre questa manovra riesce però a salvargli la vita.

## Biologia

### Alimentazione

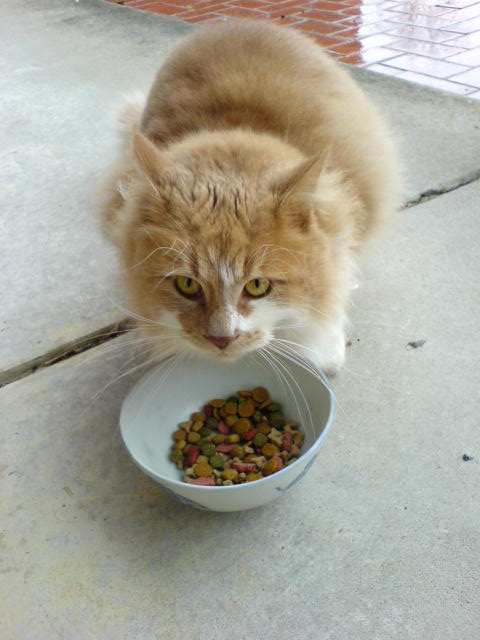
Un gatto che mangia crocchette

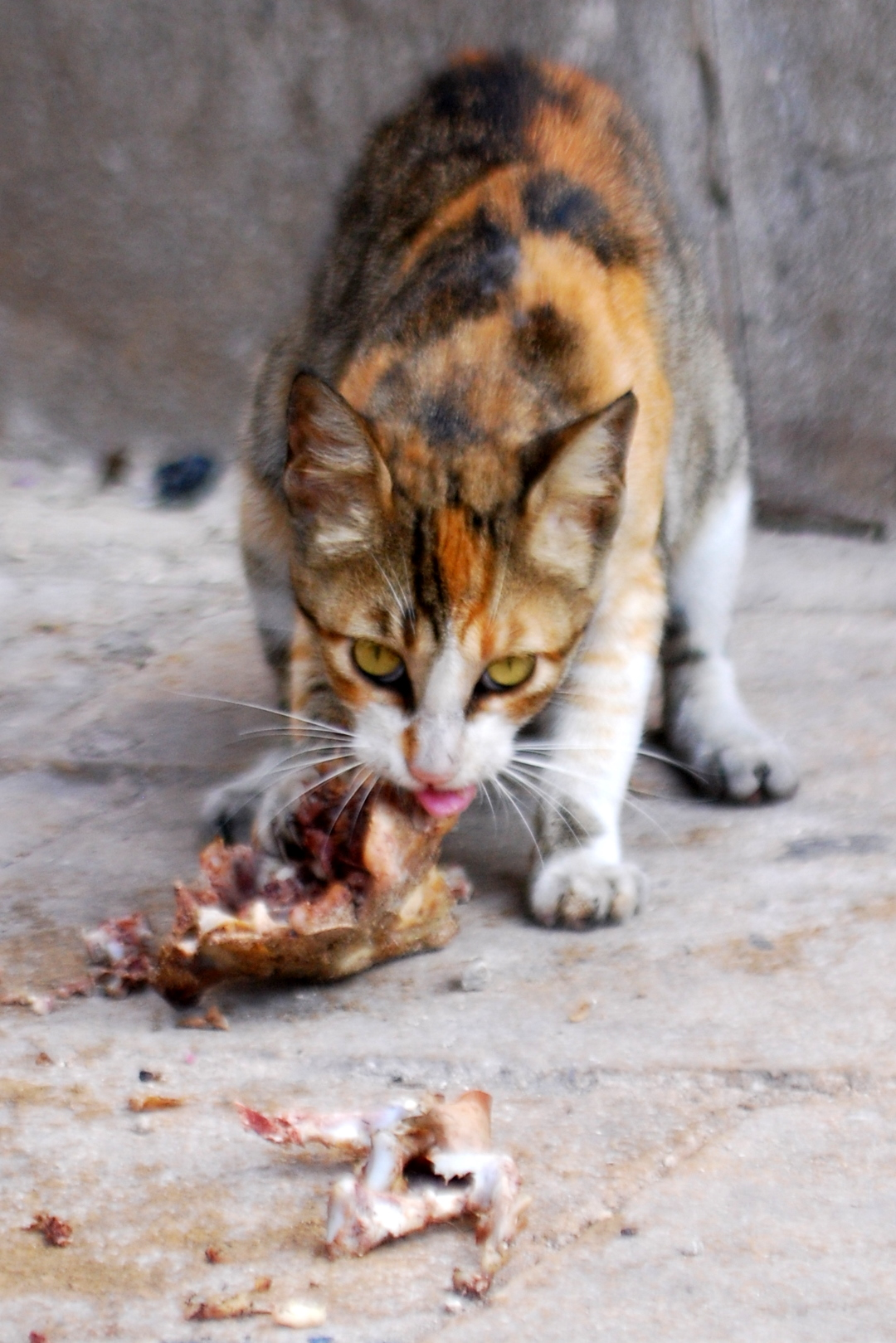
Un gatto che mangia i resti di un animale

Il gatto è essenzialmente carnivoro. Il suo organismo necessita della taurina, un derivato degli amminoacidi che non sintetizza autonomamente, ma che ritrova nella carne. Un gatto che non assimila una dose sufficiente di taurina svilupperà sintomi di disturbi oculari e cardiaci, un deficit immunitario e nelle femmine dei problemi riproduttivi. I gatti si nutrono anche di erba, principalmente perché li aiuta nella digestione. Precisamente, l'assunzione della Nepeta cataria è tanto caratteristica da averle fatto meritare il nome comune di "erba gatta", datole in realtà dal Mattioli (herba gattaria). In passato anche il camedrio maro era ritenuto "erba da gatti". Fra le erbe di possibile assunzione, c'è anche l'erba d'orzo..
Molte erbe, tuttavia, provocano il vomito, con il quale l'animale si libera (rumorosamente) di eventuali boli costituiti dal pelo che ingerisce involontariamente quando si lecca durante le operazioni di pettinatura. Altre erbe di comune assunzione comprendono l'Arctium, la Calendula, il Carum carvi, l'Anethum graveolens, l'Echinacea, l'Euphrasia, il prezzemolo, il rosmarino e la valeriana.
Il cioccolato è tossico per i gatti, poiché contiene la teobromina, che non può essere metabolizzata dal loro organismo (come pure da quello dei cani). Sono intolleranti al lattosio, per cui è difficile per loro digerire gli zuccheri nel latte, risultando in possibili diarree, e l'aglio e le cipolle sono tossici per loro. Come per i cani, l'uva e le uvette causano insufficienza renale anche ai gatti, rendendole tra i cibi più tossici per loro.
La maggior parte dei gatti domestici viene alimentata con cibi industriali, ad esempio croccantini o scatolette di umido, mentre alla restante parte viene somministrata una dieta casalinga cotta o a crudo, ad esempio la dieta BARF.

#### Tecniche di caccia
Già nei primi mesi di vita si possono osservare dei giochi di caccia nei gattini, talvolta utilizzando la coda della madre. Anche il gatto utilizza le classiche tecniche di caccia dei felidi, basate sull'appostamento e l'agguato. Tali tecniche vengono trasmesse dalla madre nell'infanzia dell'animale (primi cinque-sei mesi di vita) tramite il gioco.
Per uccidere la preda il gatto la morde generalmente alla nuca, rompendo così la colonna vertebrale. Le prede più cacciate sono i piccoli roditori come i topi, ma possono anche essere lucertole, piccoli uccelli, pesci e insetti. Altre volte può anche attaccare ricci, conigli e serpenti. Non esita, in caso di bisogno, a nutrirsi anche di scarti.
I gatti domestici che hanno l'opportunità di cacciare fin da giovani divorano generalmente la loro preda. In genere, prima di ucciderla, giocano con essa prima di divorarla. Alle volte la portano al proprio compagno umano, un'ipotesi è che considerino questi un genitore adottivo poco abile nella caccia.

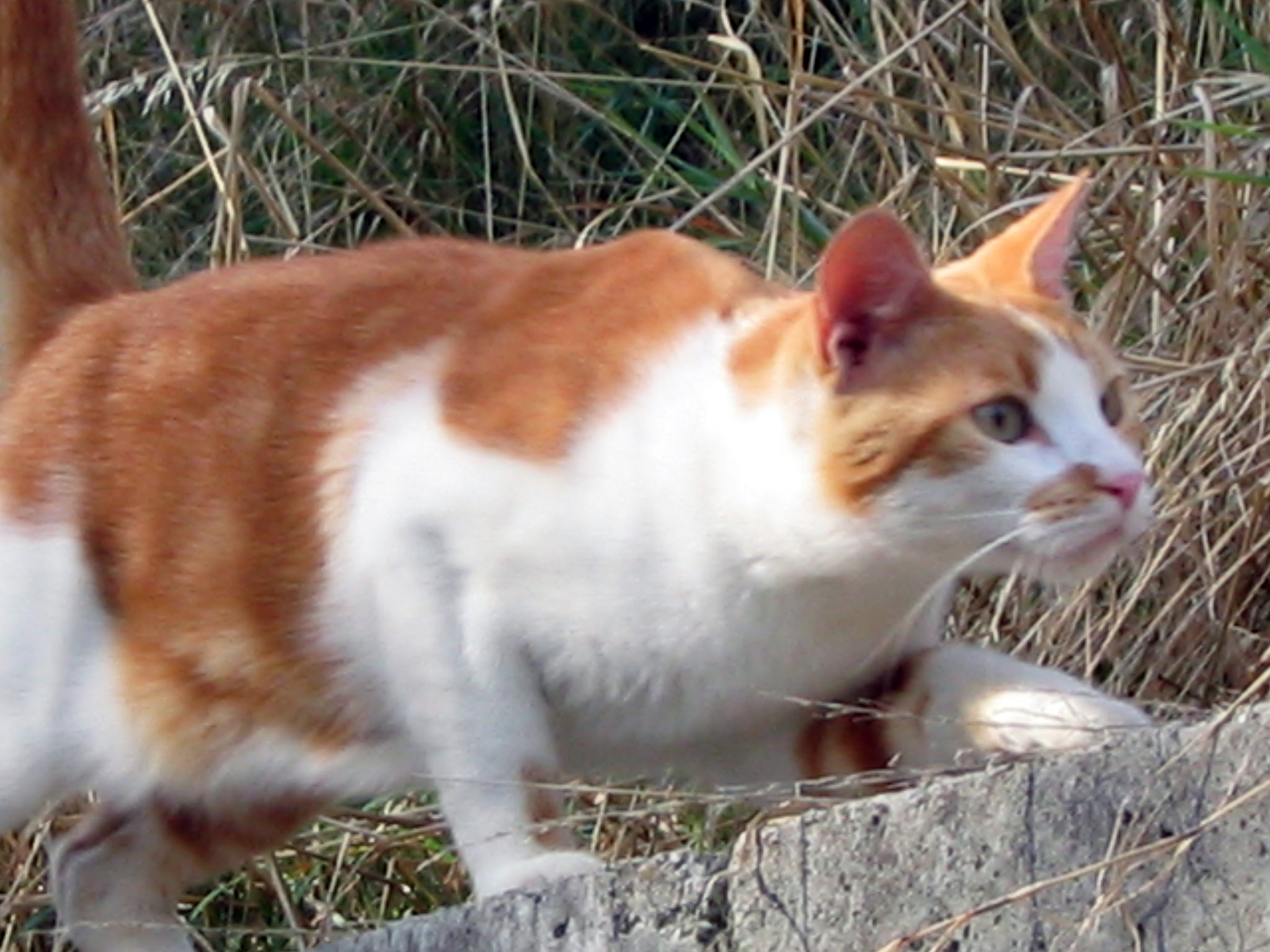
Avvicinamento
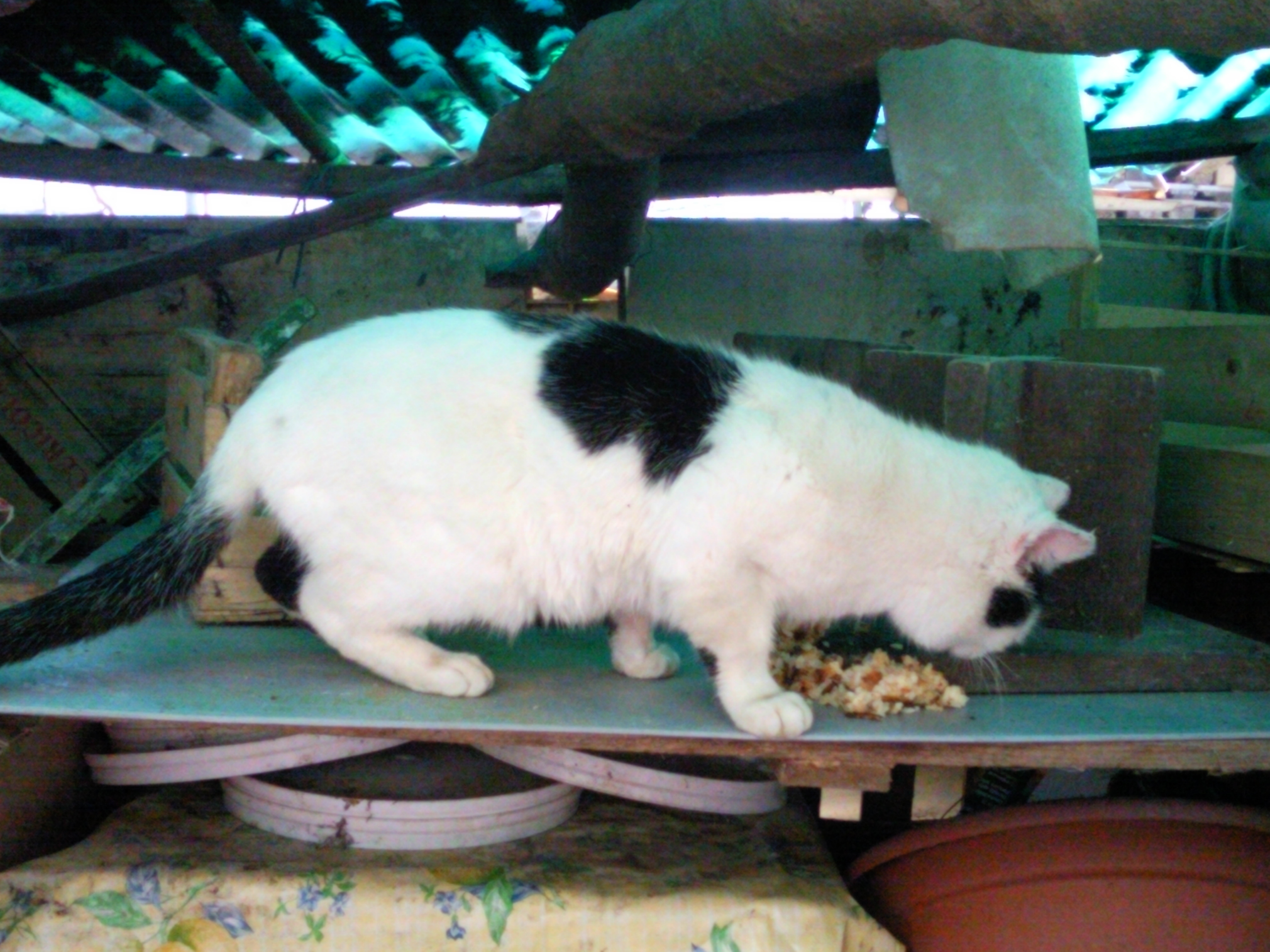
Gatto che mangia
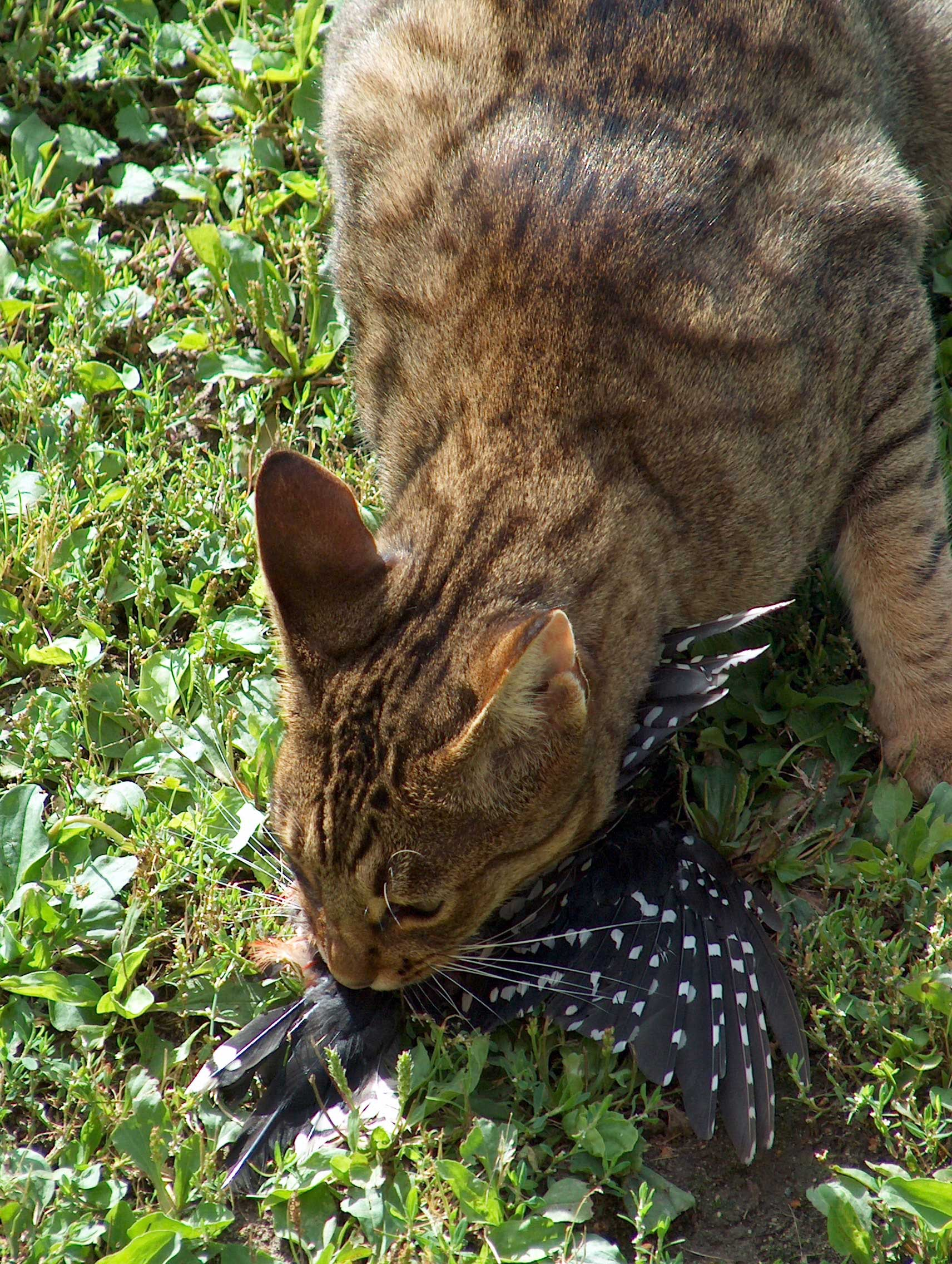
Gatto con un picchio catturato
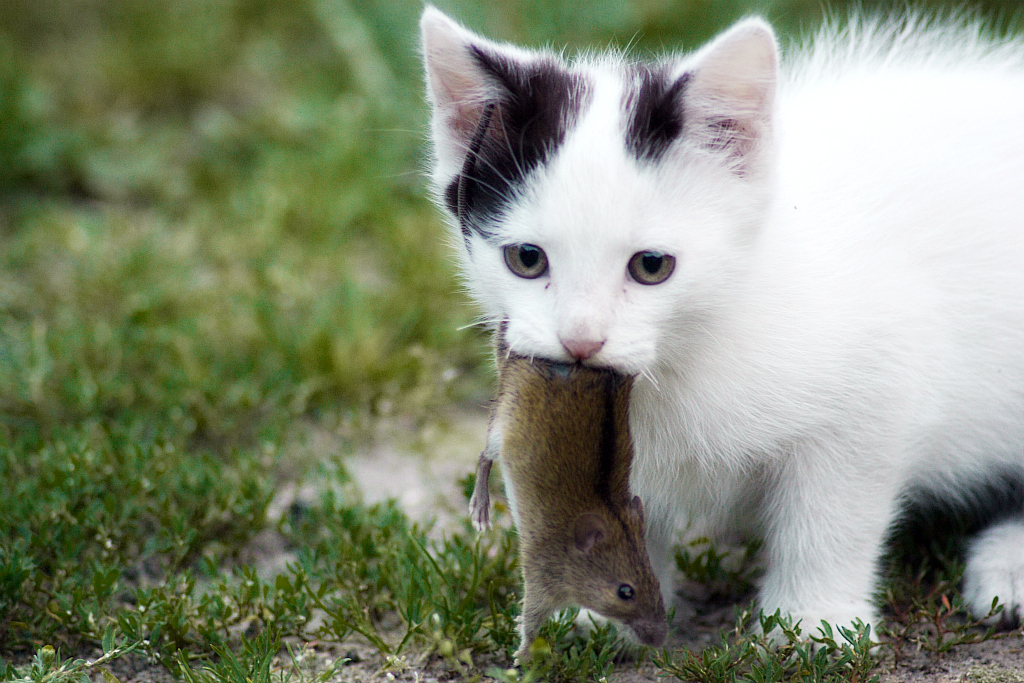
Gatto con un topo in bocca
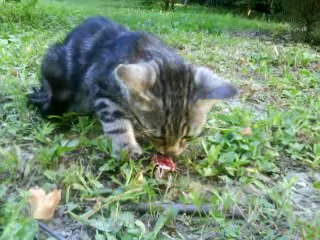
Gatto di quattro mesi mangia una rana catturata

### Riproduzione

#### Maturità sessuale
Il maschio comincia a sviluppare le funzioni riproduttive verso i tre mesi con l'aumento della produzione di testosterone e verso i sei mesi appaiono delle spine sul suo pene. A quest'età può cominciare a riprodursi e sovente marca il territorio spruzzando dei piccoli getti di urina dall'odore molto marcato.
La femmina diventa pubere al suo primo estro, periodo chiamato comunemente "calore" o "fregola", che sopraggiunge in media tra i sette e dieci mesi. A partire dal primo estro, che dura da uno a cinque giorni, la gatta è in grado di riprodursi. In seguito avrà numerosi periodi di fertilità, generalmente da primavera ad autunno. È possibile che una gatta sia nuovamente fecondata due settimane dopo il parto.

#### Accoppiamento

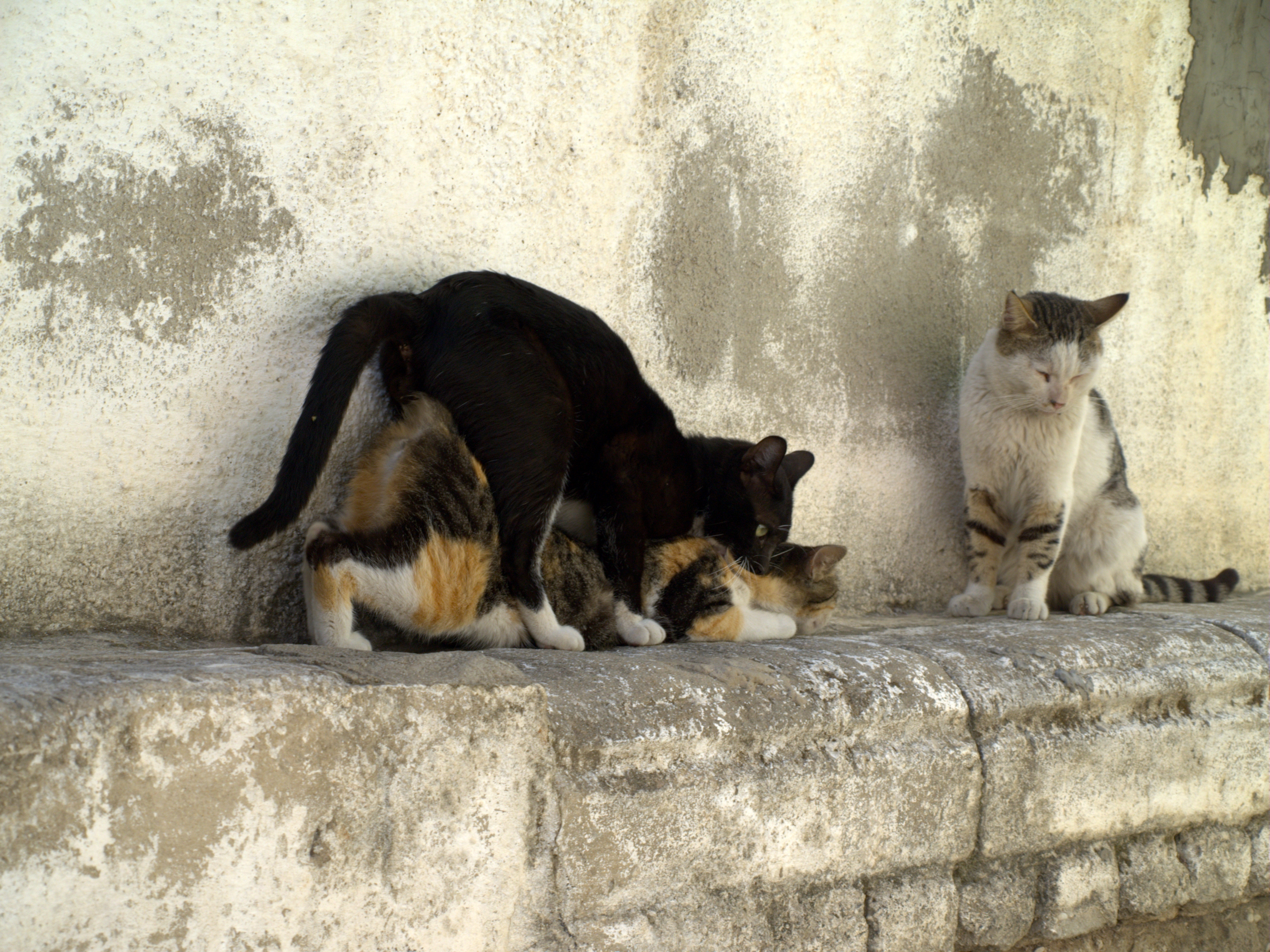
Accoppiamento del gatto

Durante l'accoppiamento, che dura tra cinque e quindici secondi, il maschio sale sulla schiena della femmina, le morde il collo e le controlla il torace agendo con le zampe sulla groppa per migliorare il controllo della postura e di conseguenza la penetrazione. Durante il coito la femmina tende a gemere e a innervosirsi; questo perché le piccole spine presenti sul pene del maschio, orientate all'indietro, raschiano le pareti della vagina. Questa stimolazione della vagina è necessaria per attivare l'ovulazione. L'annidamento degli ovuli fecondati avviene uno o due giorni dopo l'accoppiamento e i gattini nati in uno stesso parto possono essere figli di padri differenti.
Quando i gatti vivono in gruppo, avviene una sincronizzazione tra l'estro delle femmine del gruppo. Questo favorisce la sincronizzazione delle nascite e permette un allevamento in comune dei giovani. L'allevamento comunitario è importante dato che, in caso di scomparsa di una delle madri, i gattini orfani vengono allevati dalle altre femmine.

#### Gravidanza e parto

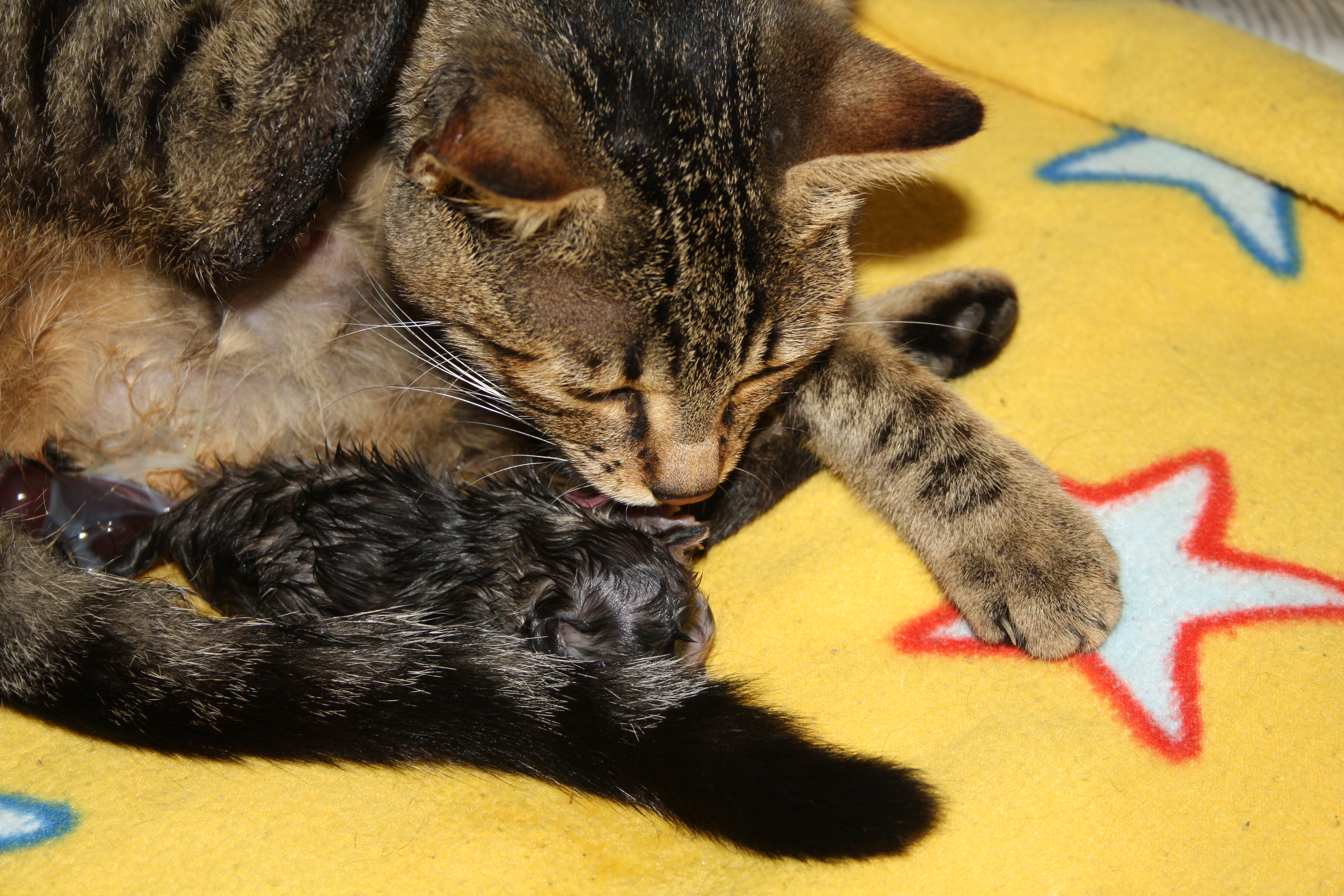
Gatta che ha appena partorito, con il piccolo

La gestazione dura circa due mesi. In media da due a otto gattini, di meno nelle primipare. Il numero medio di una cucciolata è di quattro-cinque gattini, due in casi rari e otto gattini in casi molto rari.
Il ventre della gatta comincia a gonfiarsi verso le quattro settimane di gestazione. Dopo circa trentacinque giorni le mammelle della femmina ingrossano e si arrossano. Dopo sette settimane comincerà a cercare un posto calmo, adatto a partorire.
Circa venti minuti dopo le prime contrazioni, la gatta partorisce il suo primo gattino, poi, in generale, gli altri gattini arrivano ogni quindici minuti.

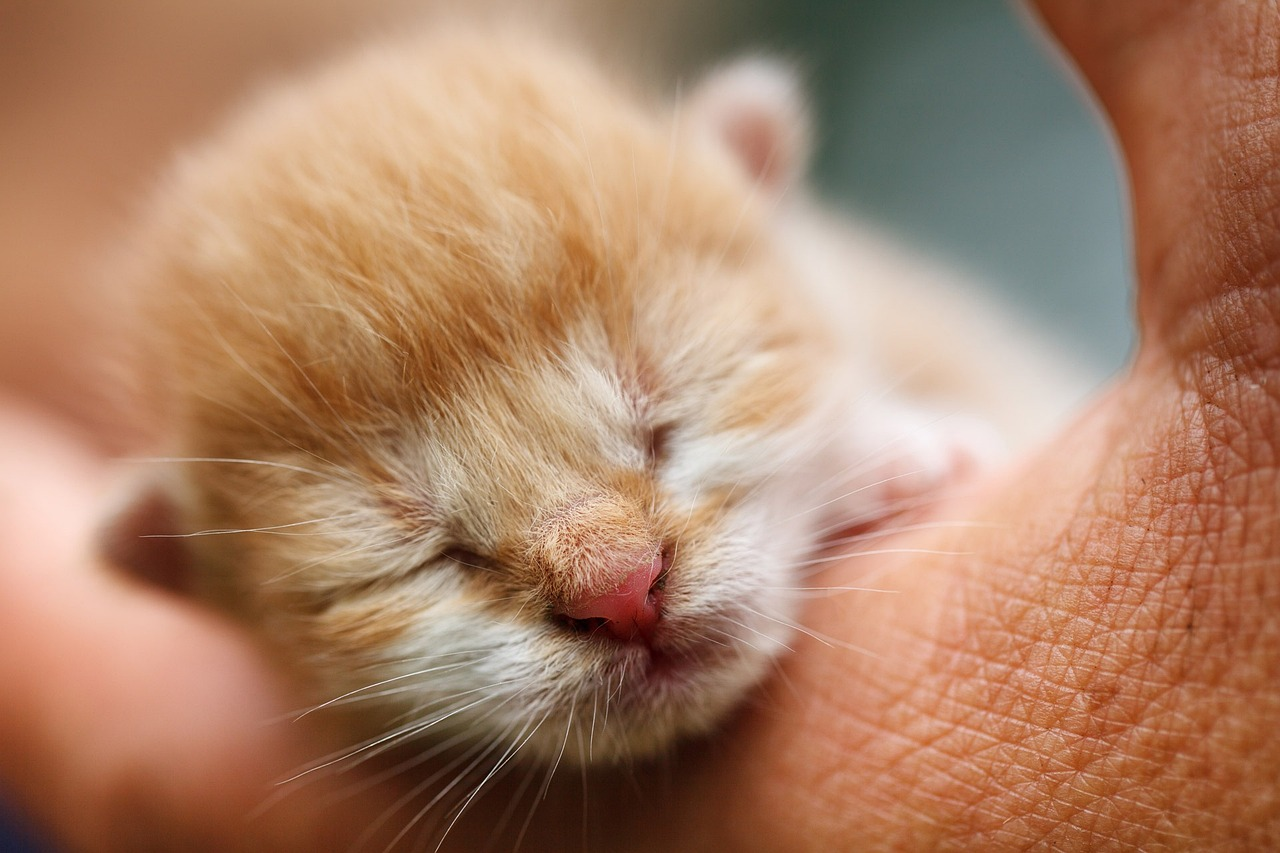
Gattina a 10 giorni.

I gattini vengono al mondo avvolti nella sacca amniotica. Sarà la gatta stessa ad aprirla, a recidere il cordone ombelicale e a lavare i suoi cuccioli, con dei colpi di lingua, per stimolare la prima inspirazione. Poi mangerà la placenta, che è molto nutriente. Non sono tuttavia inconsueti parti multipli che durano anche parecchie ore.
I gattini nei primi dieci giorni di vita mangiano ogni tre ore di giorno e ogni due ore di notte.

#### L'allevamento dei gattini

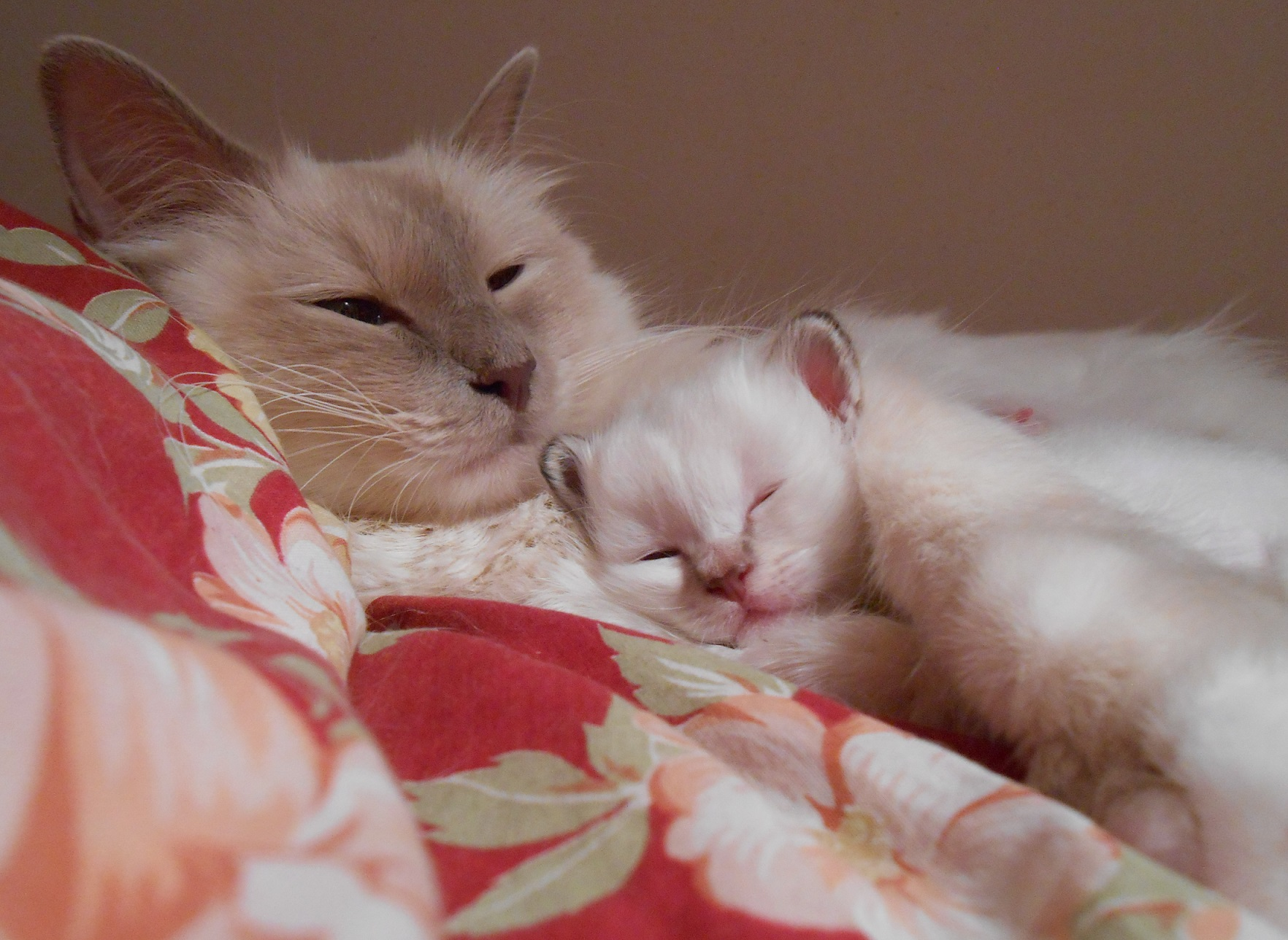
Gatta con gattina di 3 settimane

Il gattino nasce cieco (con gli occhi chiusi) e sordo. Pesa da 100 a 110 grammi; quando apre gli occhi, intorno agli otto-dodici giorni, questi hanno un colore blu, fino al cambiamento definitivo verso i due mesi. Tutti i gatti nascono con delle striature "fantasma" che spariscono lentamente con la crescita del pelo.
La gatta insegna ai gattini a lavarsi e a nutrirsi. A quattro settimane porta loro la prima preda viva, poi a cinque settimane insegna i rudimenti della caccia.

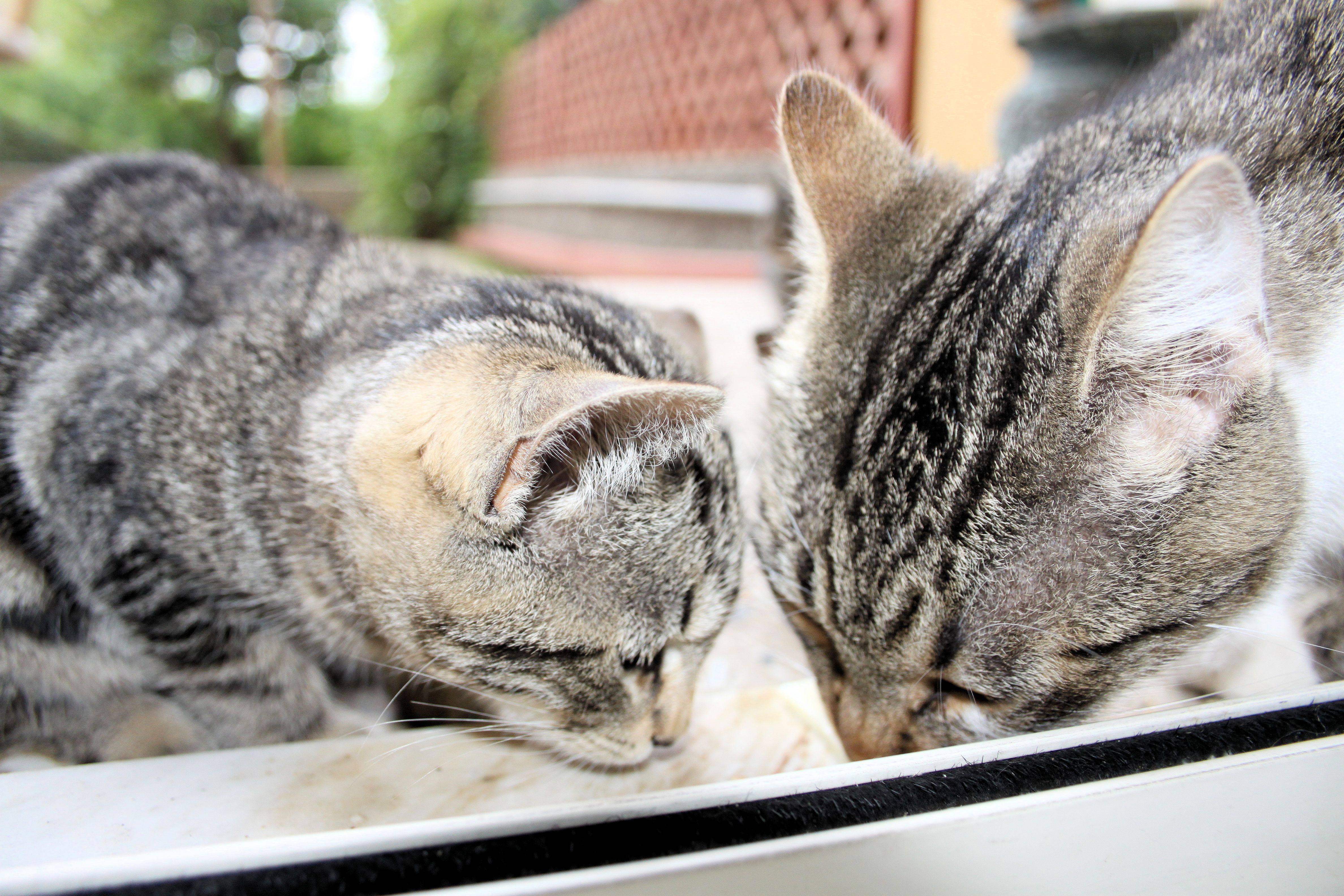
Due esemplari di gatto soriano, rispettivamente di uno e cinque mesi.

L'emancipazione si produce tra le otto e le dodici settimane, ma la separazione dalla famiglia avviene a partire dall'età di circa otto settimane, quando la madre scaccia i cuccioli.

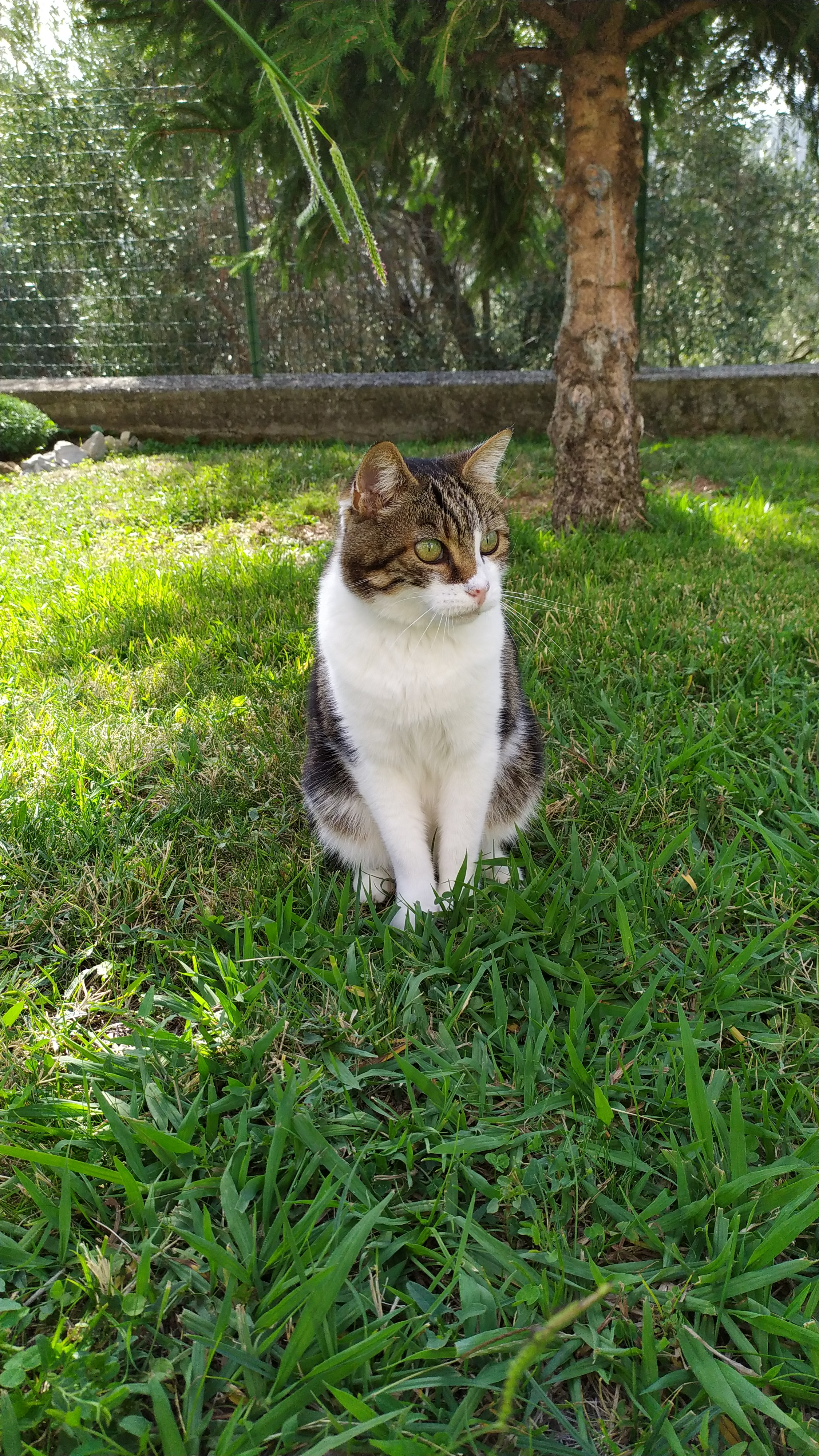
Gatto domestico adulto

#### Sterilizzazione e castrazione
Per impedire all'animale di riprodursi si esegue un'operazione chirurgica. Nel maschio generalmente si pratica la castrazione (rimozione chirurgica dei testicoli). Presso la femmina si effettua generalmente la sterilizzazione, che viene effettuata con l'ablazione delle ovaie, dell'utero o di entrambi. Molti veterinari consigliano di togliere tutti e due gli organi perché sostengono che anche senza ovaie l'utero può venire attaccato da varie malattie pericolosissime per la gatta, ma si tratta di teorie ampiamente superate: la letteratura scientifica riconosce che "la rimozione delle sole ovaie presenta diversi vantaggi rispetto alla rimozione di ovaie e utero".
Oltre all'arresto della riproduzione, la sterilizzazione modifica il comportamento e la psicologia dell'animale. Presso il maschio, una sterilizzazione precoce, prima della pubertà, limita il comportamento territoriale e diminuisce la tendenza a marcare con getti di urina e graffi. Nella femmina l'estro non si manifesta più. Il cambiamento ormonale può provocare un aumento del peso visto che i bisogni energetici sono diminuiti.
In Italia i gatti che vivono in libertà devono essere obbligatoriamente sterilizzati a cura dell'autorità sanitaria municipale competente, come indicato all'articolo 2 comma 8 della legge 14 agosto 1991, n. 281, Legge quadro in materia di animali di affezione e prevenzione del randagismo.

### Comportamento

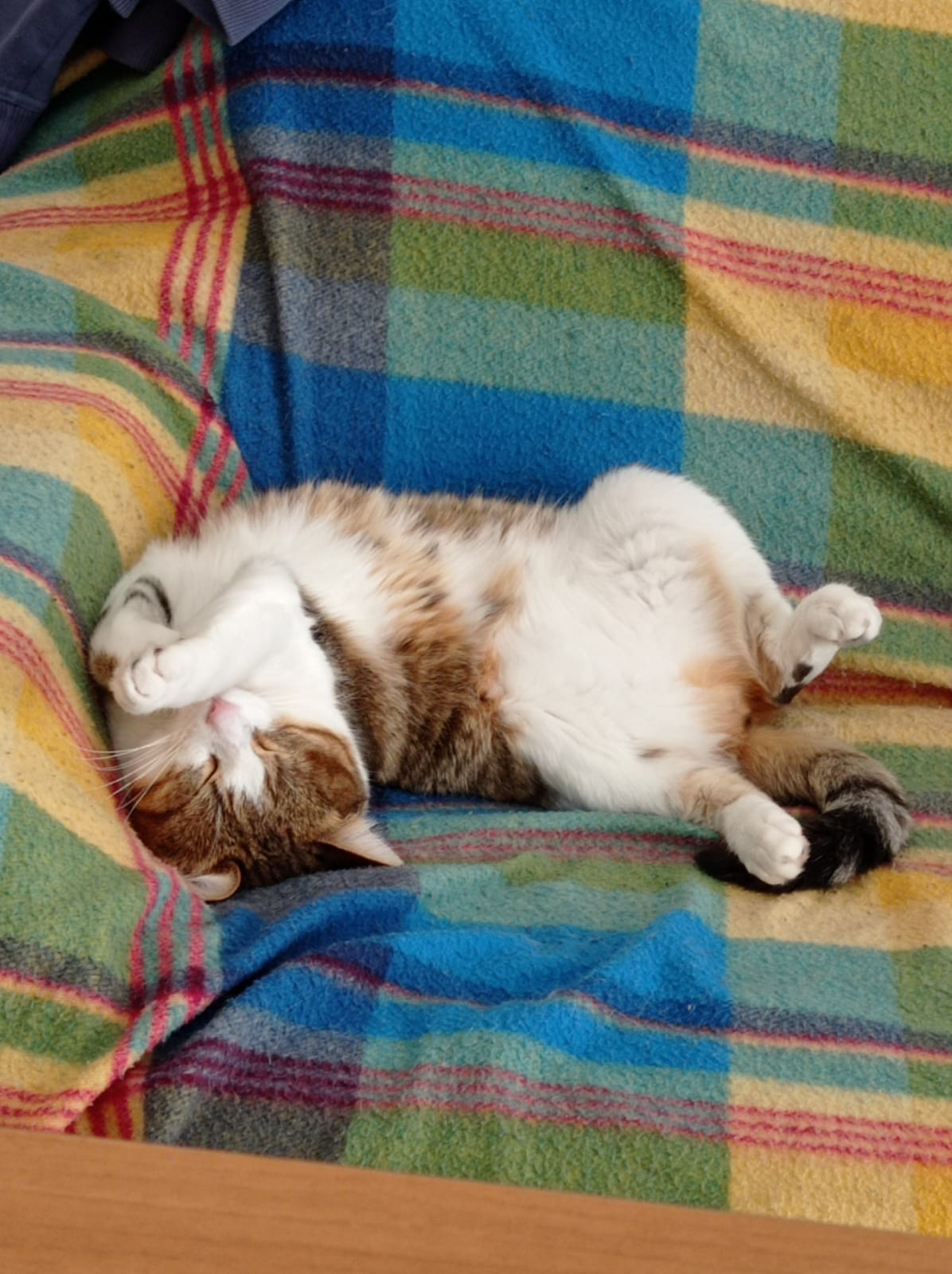
Un gatto addormentato

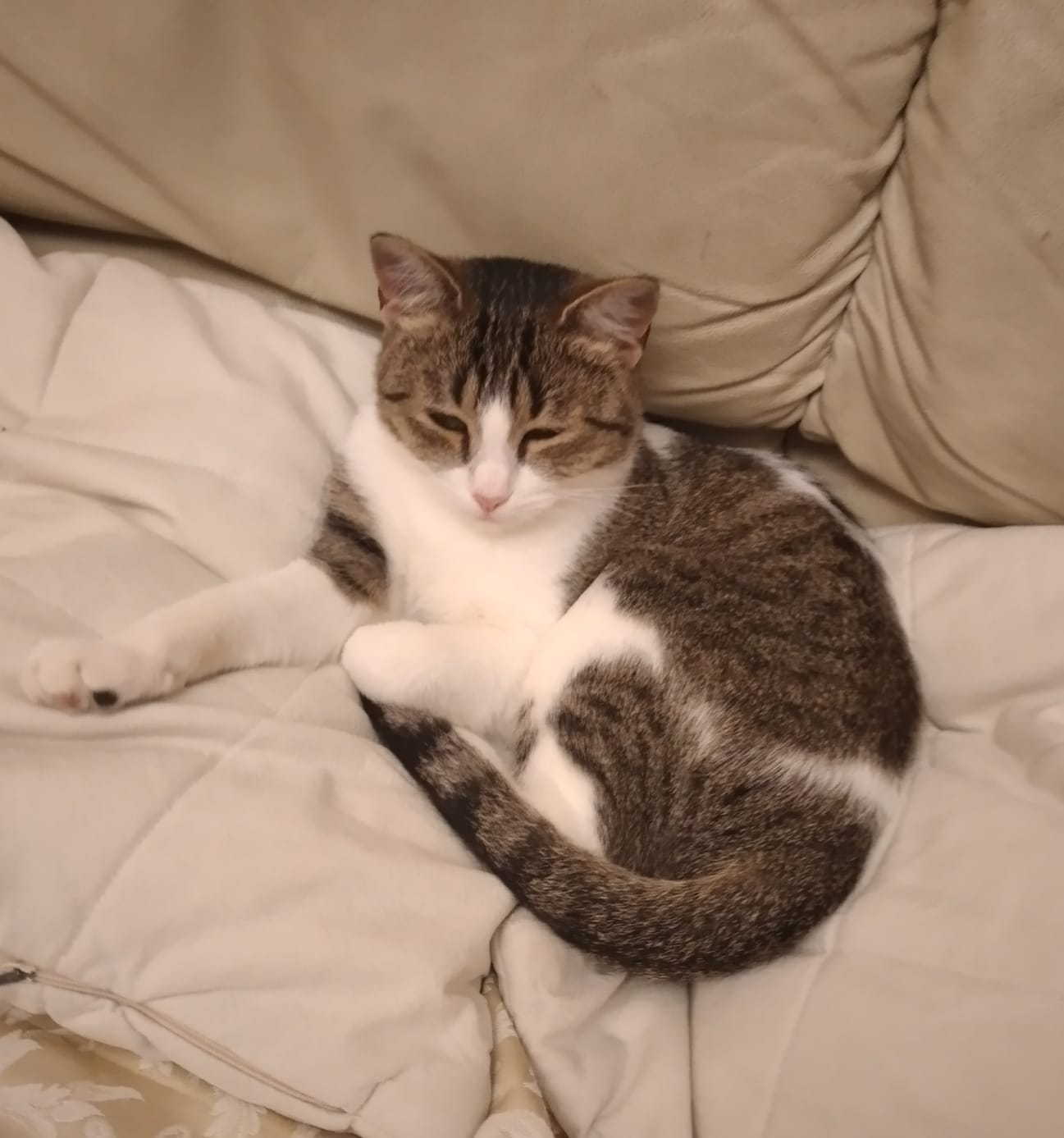
Gatto in dormiveglia

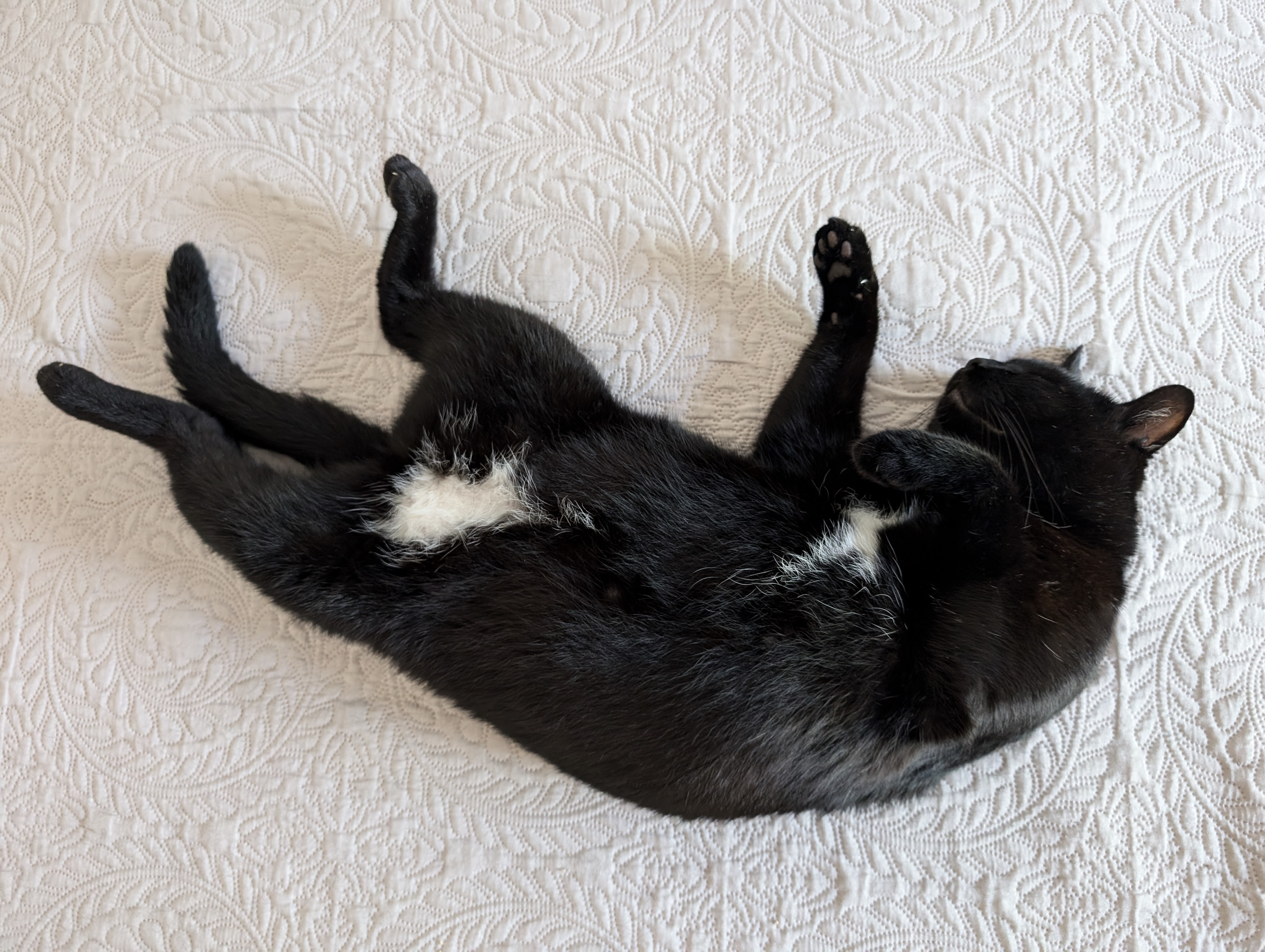
Gatto europeo a pelo nero, con chiazze bianche nell'addome, che dispone il proprio corpo a pancia in su. È una delle varie dimostrazioni comunicative di fiducia e apertura verso gli esseri umani di riferimento, ai quali spesso richiede un'interazione.

Il gatto è un animale territoriale. Il territorio del gatto ha un raggio attorno alla sua dimora di almeno cinque chilometri. Il territorio viene delimitato emettendo feromoni, principalmente felinina. L'interazione con gli altri gatti viene centrata sulla relazione con il territorio. La memoria del territorio viene costruita additivamente, impara quanto viene "aggiunto" al territorio, ma non si accorge di quanto viene tolto. Ad esempio, un gatto ritornerà continuamente a controllare la tana di un topo che ha catturato, anche se sa che questa è vuota.
Il gatto non è un animale unicamente solitario: a seconda dello spazio e delle risorse disponibili, i gatti possono formare delle strutture sociali che vanno dal gatto solitario in ambiente rurale, a dei larghi e densi gruppi in ambiente urbano.

#### Comunicazione

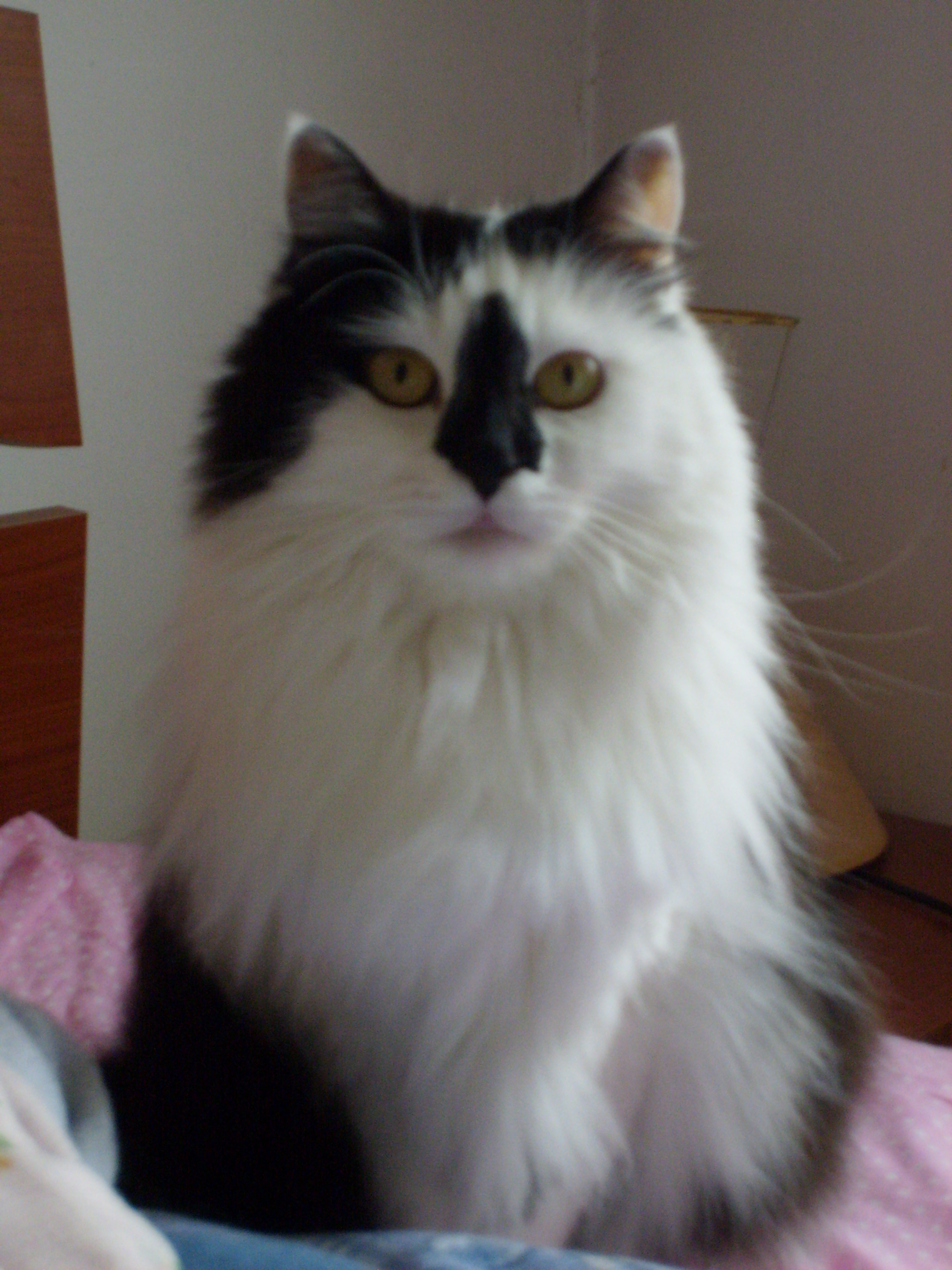
Gatto domestico adulto con manto particolare

I gatti comunicano tra di loro principalmente per mezzo dei feromoni e delle posizioni corporali.
Le ghiandole contenenti i feromoni si trovano in numerosi punti sul corpo: ghiandole anali, tra i cuscinetti sulle zampe, attorno alla coda, nel solco intermammario, attorno alla bocca e sulle guance. Nei primi due casi si tratta generalmente di feromoni di allarme, che stimolano l'animale a evitare la zona quando non addirittura alla fuga. I feromoni si depositano anche sulla saliva, nel materiale fecale e nell'urina. Hanno il vantaggio di durare nel tempo, anche in assenza del gatto. Possono essere deposti volontariamente per marcare il territorio, come, ad esempio, i feromoni emessi dalle ghiandole interdigitali durante le graffiature, per stabilire dei contatti sociali (tipicamente dalle ghiandole caudali) e quando il gatto si pulisce, oppure involontariamente, per stress (feromoni di allarme), attaccamento della madre ai suoi piccoli (dal solco intermammario, sono denominate anche C.A.P., Cat Appeasing Pheromone), con i feromoni sessuali (sempre dalla zona anale/caudale). Con l'eccezione dei feromoni di allarme e sessuali, in generale l'effetto chimico agisce principalmente sullo stesso gatto che li ha emessi.
Dalle secrezioni facciali sono stati evidenziati almeno cinque messaggi chimici mediati dai feromoni (F1-F5), di tre dei quali si è riconosciuto il significato:
- F2 è una marcatura di tipo prettamente sessuale e viene emessa dal maschio in calore.
- F3 viene deposta sugli oggetti e nell'ambiente di cui fa parte il territorio del gatto. Ha una funzione tranquillizzante e inibisce lo stimolo alla marcatura urinaria. Esistono in commercio, per l'appunto, versioni sintetiche di queste secrezioni per i problemi di eccessiva marcatura urinaria dei gatti maschi negli ambienti domestici (Feliway). Tali feromoni sono anche detti "facciali", in quanto vengono emessi da ghiandole poste sul muso dell'animale, mediante sfregamento della parte laterale del viso, dalla commessura labiale fino alla zona posta al di sotto delle orecchie. In pratica, lo "strusciare la guancia" del gatto è in realtà un'azione di marcatura feromonale F3.
- F4 viene secreto per l'allomarcatura, ovvero la marcatura chimica dei conspecifici o dei familiari, incluso l'uomo. Uno degli effetti del feromone F4 è la riduzione dell'aggressività nel felino stesso.

##### Posizioni corporali

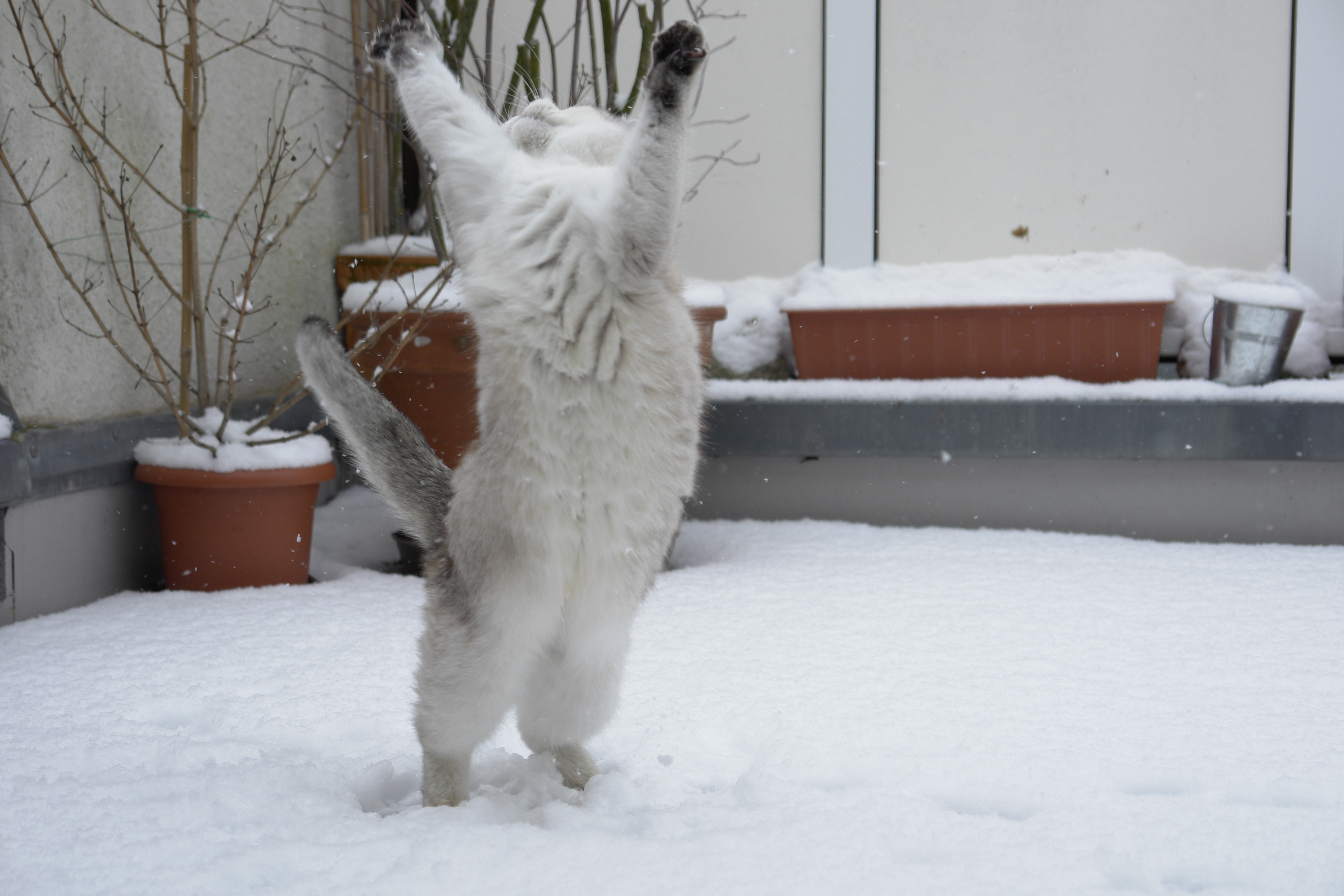
Gatto che gioca con la neve

Il gatto utilizza per comunicare anche una larga gamma di posizioni corporali. La posizione generale del corpo, le sue mimiche facciali o il movimento della sua coda, degli occhi e delle orecchie indicano il suo stato emozionale. Quando è spaventato o aggressivo tira indietro le orecchie e tende i baffi, e se vuole incutere paura all'avversario fa una gobba e rizza il pelo per apparire più grosso.
La coda sollevata è in segno di saluto. Ondulando lentamente la coda esprimono serenità e divertimento; la coda ritta, con la sola punta piegata da un lato, è indice di benessere e di piacere. La coda agitata ritmicamente, talvolta sbattuta con una certa forza da un lato all'altro mostra invece nervosismo che può trasformarsi in aggressività. Altre volte la madre utilizza la sua coda per stimolare l'istinto di caccia della sua prole.

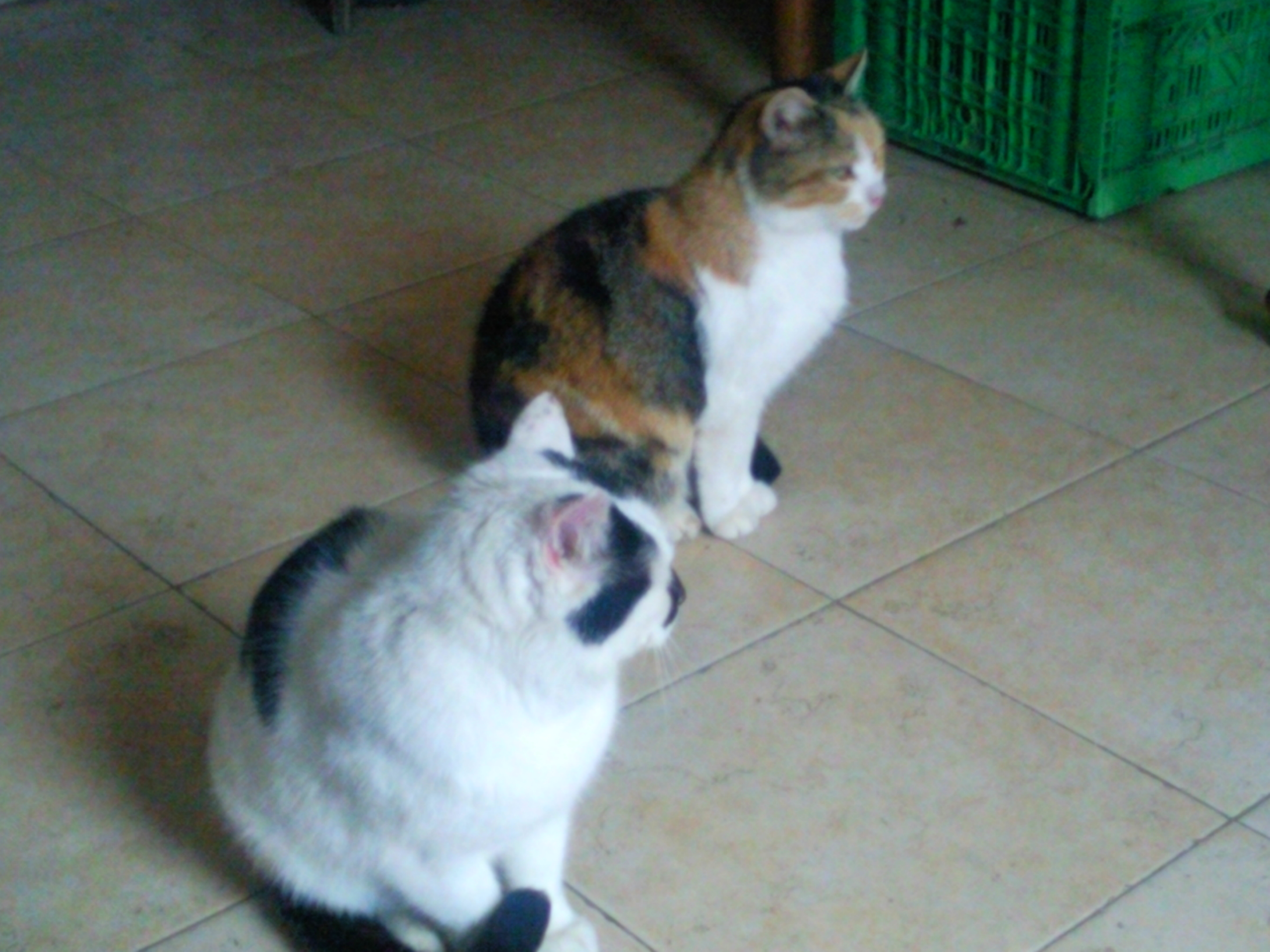
Gatti seduti
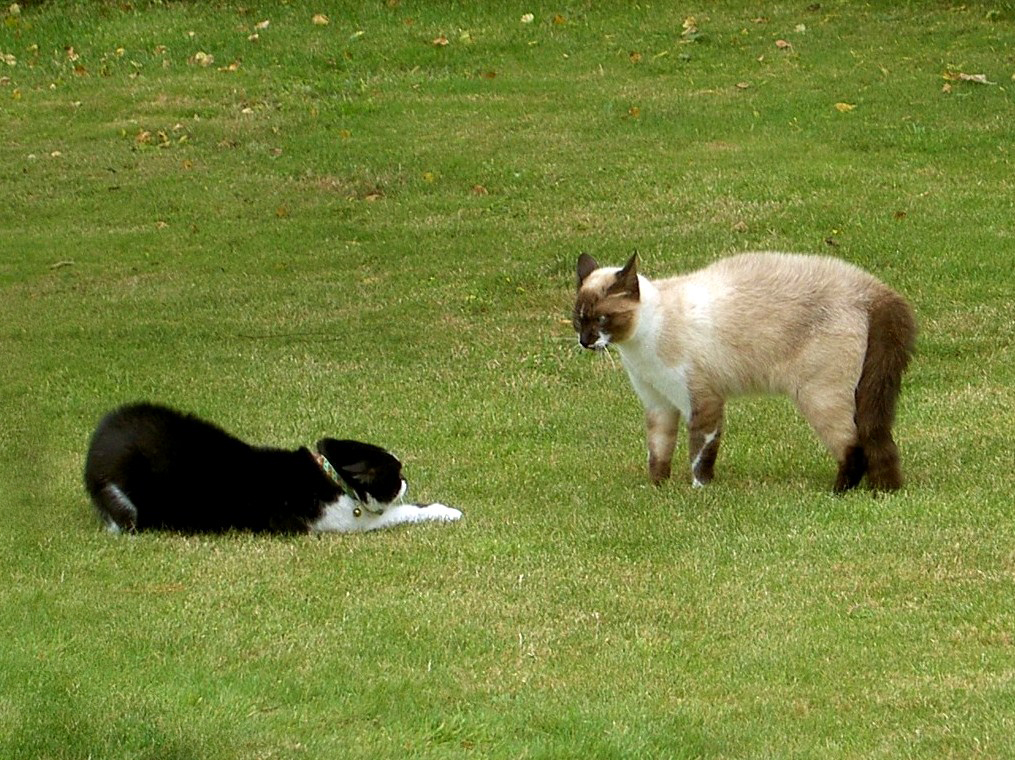
Gatto sottomesso
Gruppo di gatti che condividono dei resti
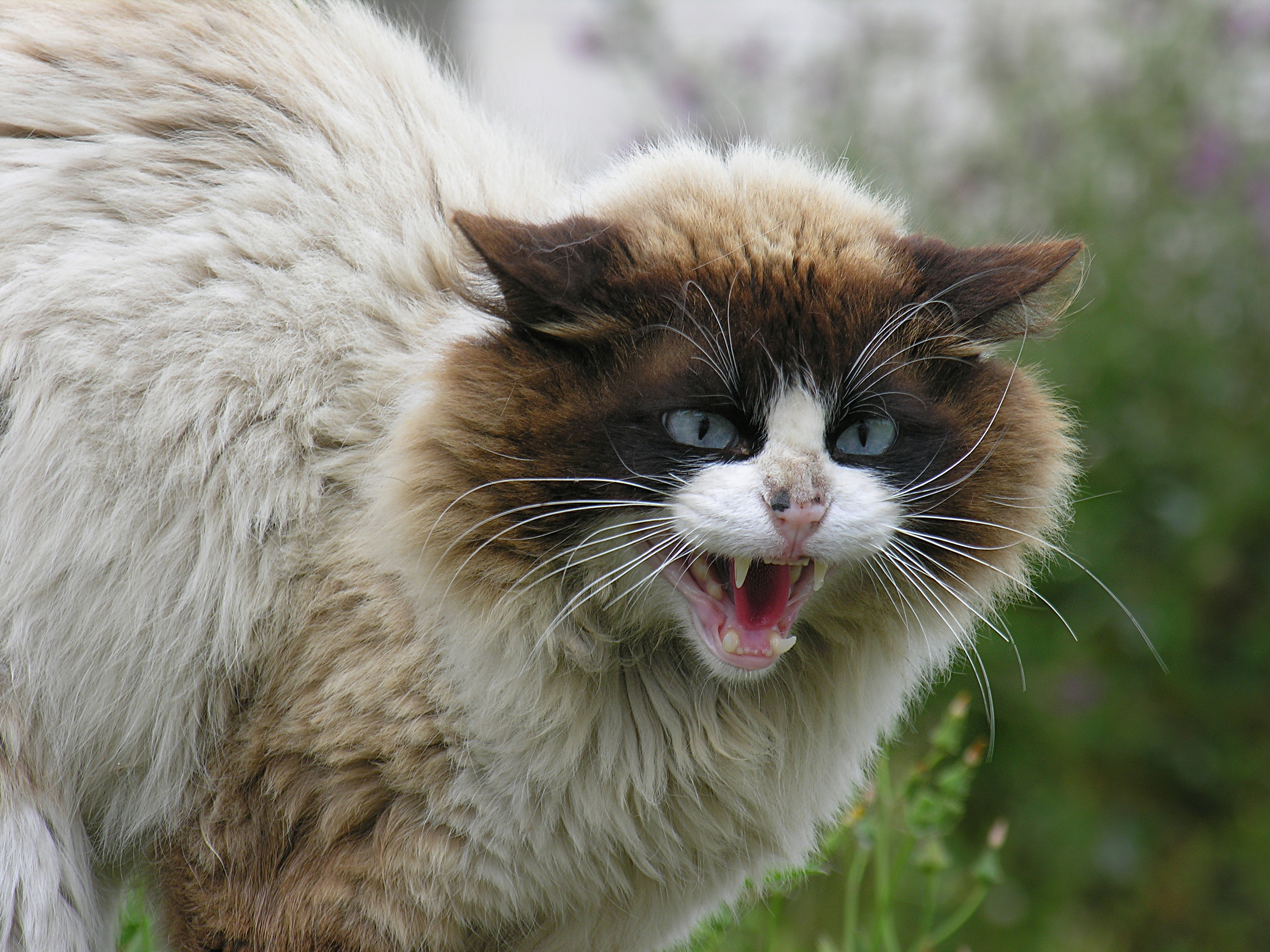
Gatto in atteggiamento aggressivo
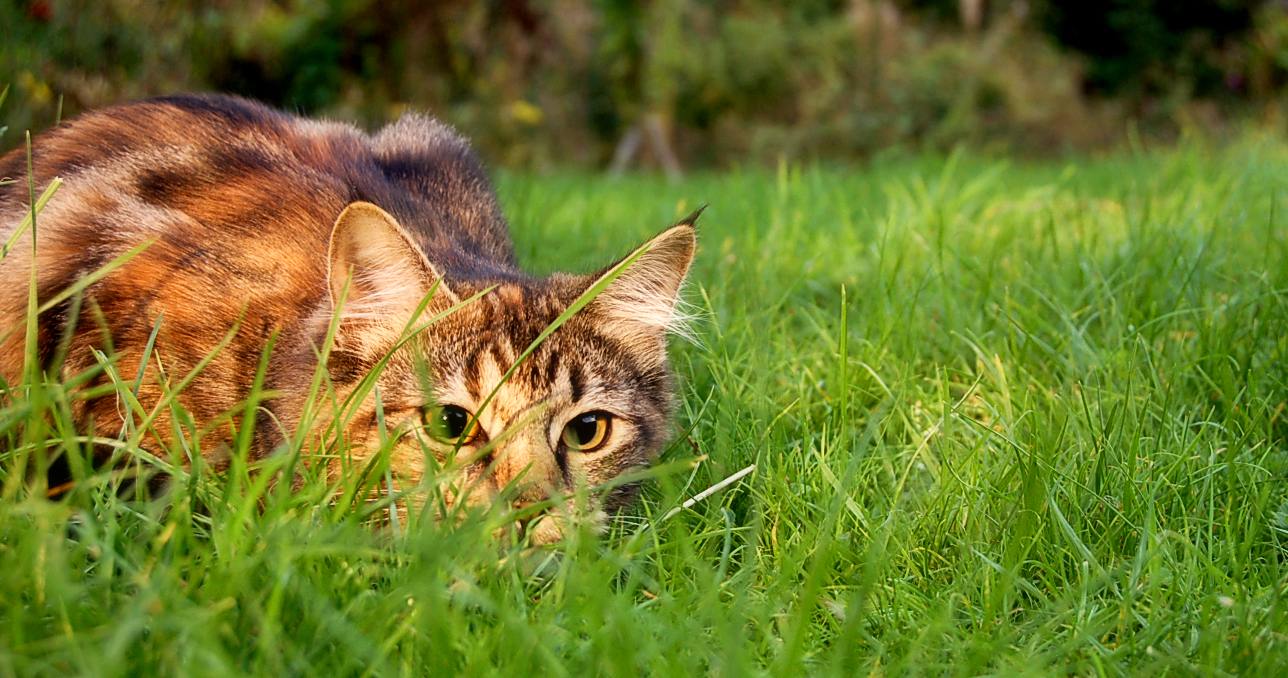
Gatto a caccia
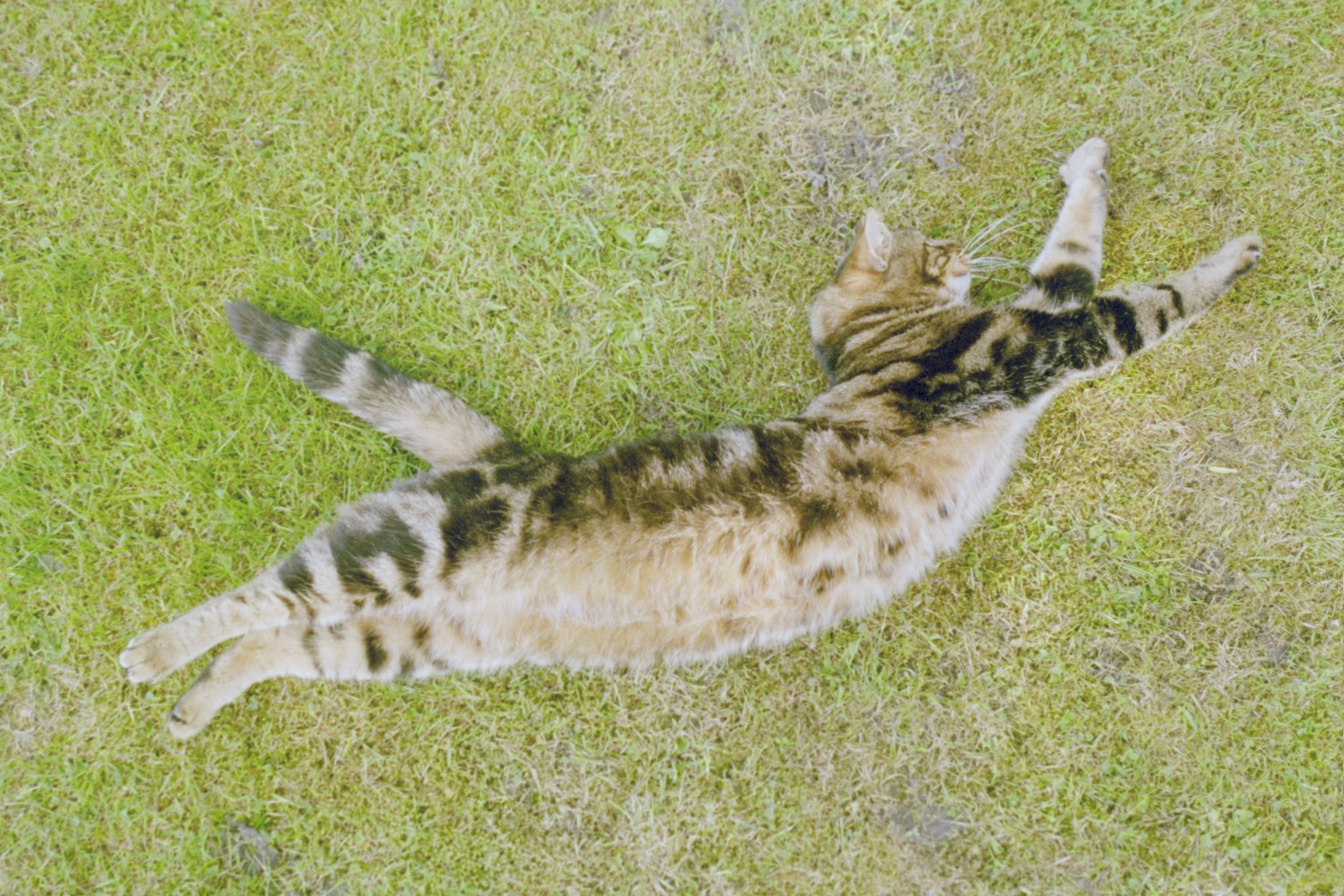
Gatto che si allunga
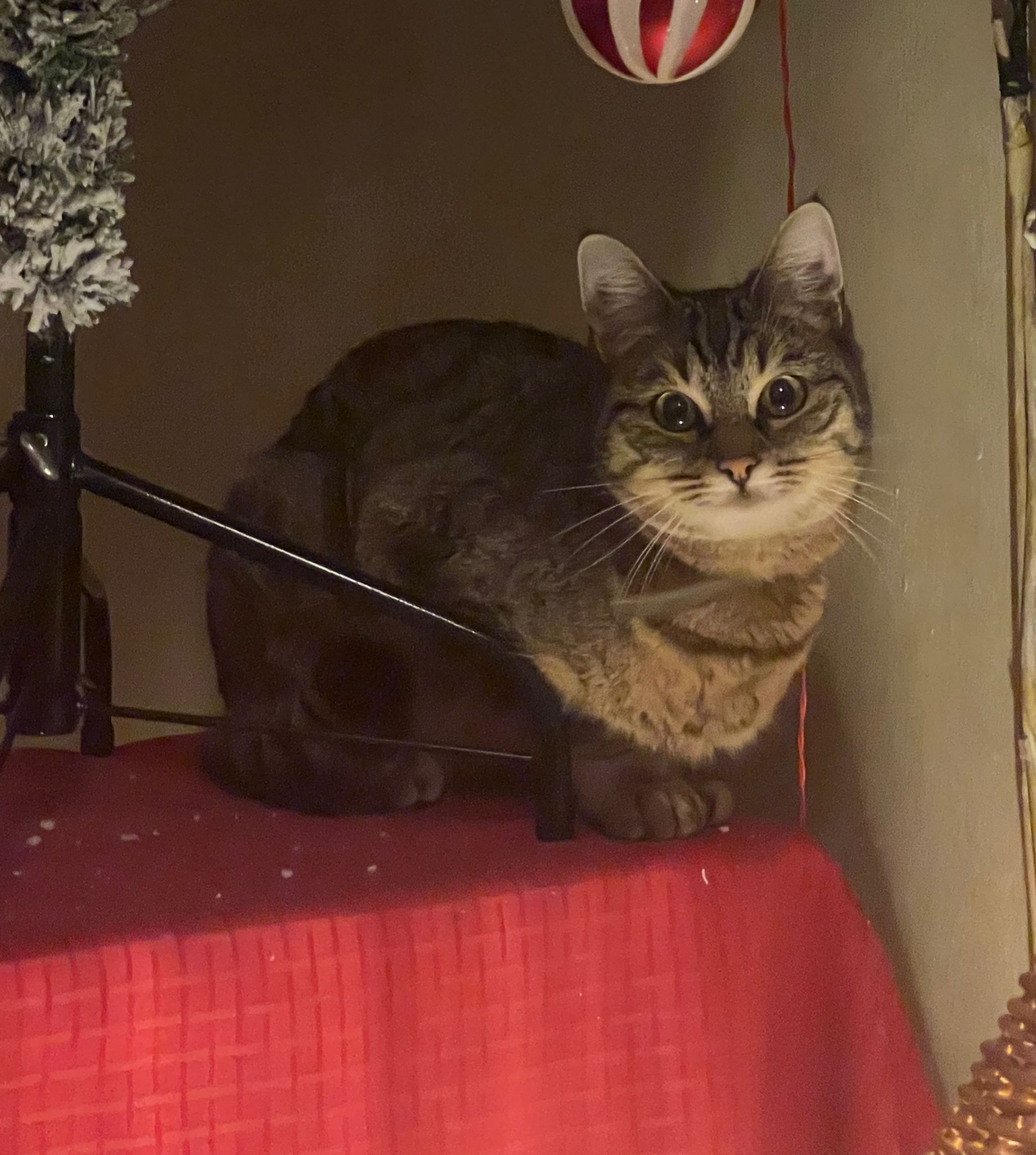
Gatto accoccolato

##### Miagolii

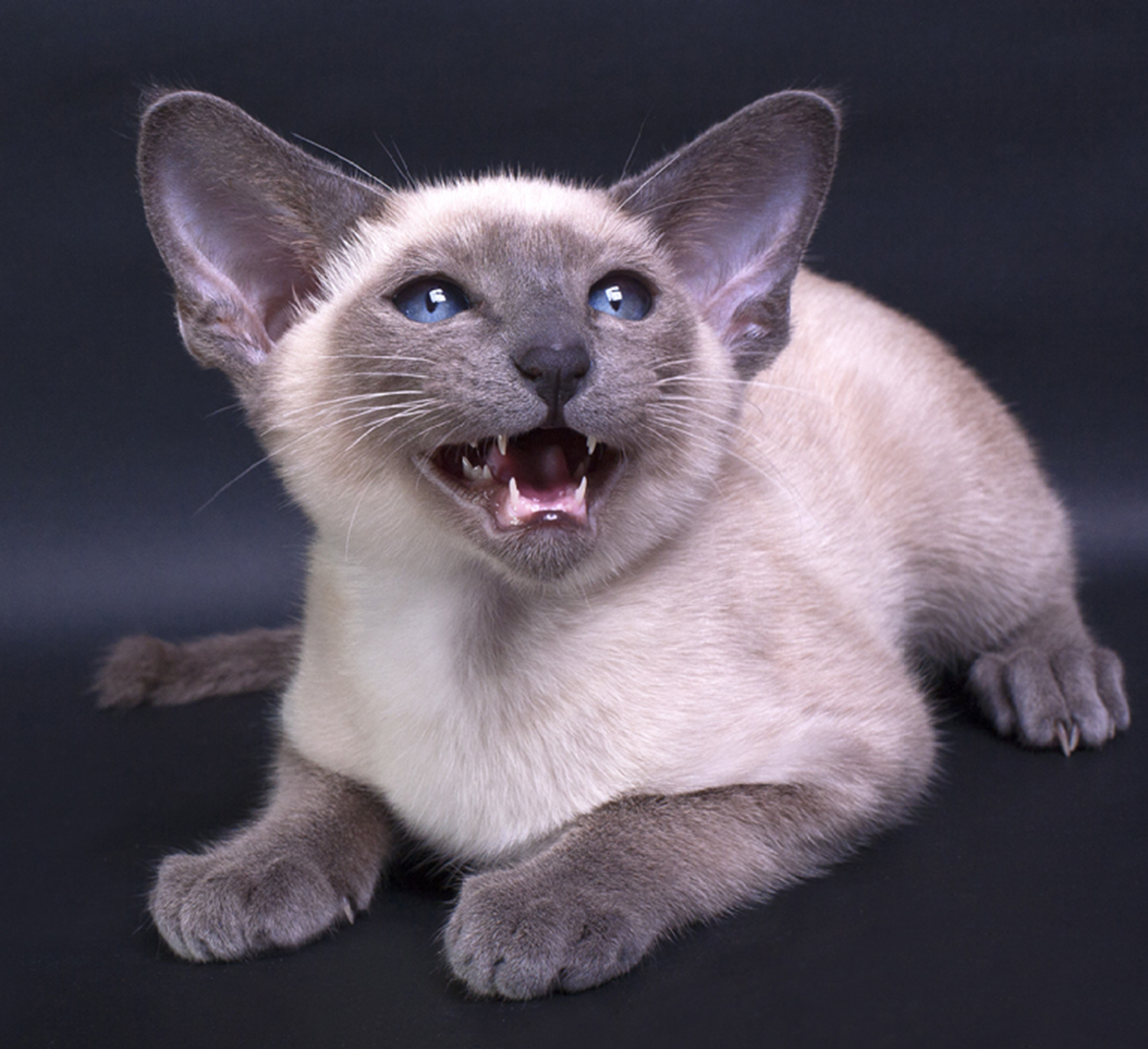
Gatto che miagola

Il miagolio è un verso caratteristico del gatto; il verbo miagolare deriva dall'onomatopea miao, stilizzazione del verso. Il miagolio in realtà è un vocalizzo tipico dei cuccioli, mentre gatti adulti miagolano raramente tra di loro, prediligendo altre forme di comunicazione come i feromoni o le posizioni corporali. È tuttavia un comportamento comune tra i gatti domestici, che lo usano come richiesta di attenzione da parte degli esseri umani.
In natura il gatto miagola durante l'accoppiamento, e in questo caso i miagolii sono emessi dapprima dalle femmine, all'inizio dell'estro, poi da entrambi i sessi durante tutta la durata dell'accoppiamento, con numerose variazioni possibili. Più raramente il gatto emette un basso miagolio quando vede una preda fuori portata. Questi miagolii sono sovente accompagnati dallo scatto delle mandibole, una sorta di "battere i denti", alle volte da vivi movimenti della coda.

##### Ringhi
Il gatto in posizione di attacco o di difesa è anche capace di ringhiare e soffiare per intimorire e avvisare l'avversario. Secondo alcuni ricercatori, il soffio imita il comportamento del serpente. Quando è aggressivo, specialmente in rapporto con altri suoi simili, il gatto può emettere un ringhio di tonalità molto bassa e profonda, che è considerato l'ultimo avviso prima dell'attacco.

##### Fusa
Il meccanismo dell'emissione delle fusa dei gatti non è ancora conosciuto. I felini non sembrano possedere un organo dedicato alle fusa. Una prima ipotesi suppone una contrazione molto rapida dei muscoli della laringe, che comprimerebbe e dilaterebbe la glottide facendo vibrare l'aria che passa. Un'ipotesi più antica evoca una vibrazione della vena cava, amplificata dai bronchi, dalla trachea e dalle cavità nasali. Queste vibrazioni sonore si ritrovano nella maggior parte dei felini, ma il loro meccanismo e la loro utilità non sono ancora spiegati completamente. I gatti sono gli unici felini che riescono a fare le fusa sia durante l'inspirazione che l'espirazione, senza "interrompere" il tipico suono.
Le fusa cominciano all'età di due giorni: durante l'allattamento i piccoli rassicurano in questo modo la madre che tutto va bene e questa non deve continuamente sorvegliarli. Le fusa della madre, a loro volta, rassicurano i piccoli che sono al sicuro. L'emissione delle fusa avviene anche durante la pulitura dei piccoli, ma può avvenire anche quando il gatto è malato, ferito o morente. In questi ultimi casi è probabile che le fusa servano all'animale per rassicurarsi e farsi coraggio, o per richiedere un aiuto.

#### Sonno

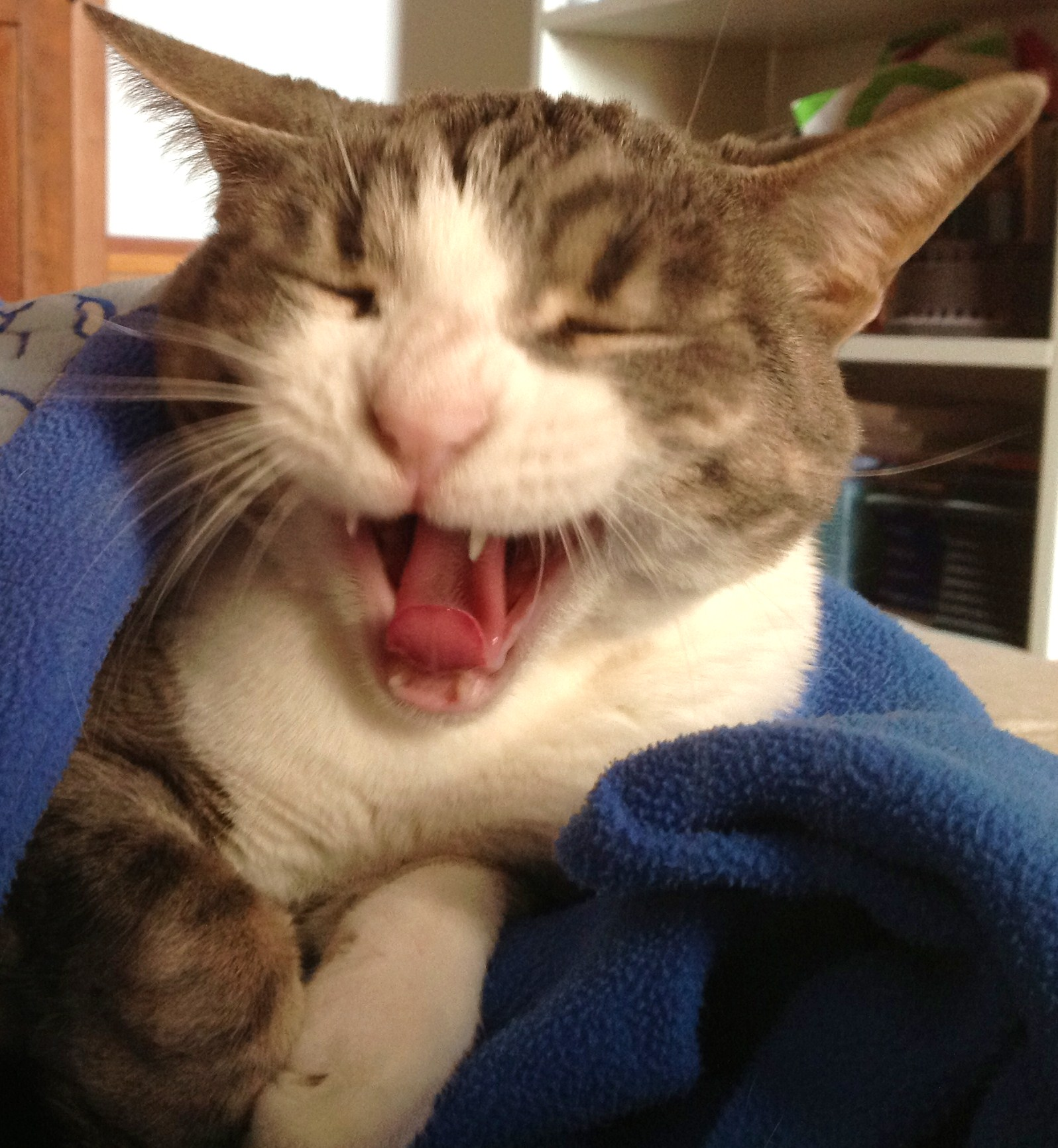
Gatta che sbadiglia

Gatto che dorme in pieno giorno (animazione)

Il gatto necessita tra 12 e 16 ore di sonno, ma in generale dorme di più: dalle quindici alle diciotto ore al giorno. Resta così sveglio circa dalle sei alle nove ore, una parte delle quali durante la notte per cacciare. Il sonno del gatto comprende una grande proporzione di fasi di sonno paradosso durante le quali sogna; la durata quotidiana di questa fase dura da 180 a 200 minuti, mentre per l'uomo si attesta sui 100 minuti. Per questa ragione il gatto viene utilizzato spesso per esperimenti nel quadro dei cicli del sonno.
Durante le fasi del sonno paradosso l'attività elettrica del cervello, degli occhi e dei muscoli è molto importante. Si assiste al movimento delle vibrisse, a sussulti delle zampe o della coda, il pelo può rizzarsi e il gatto può cambiare posizione.
Il gatto effettua almeno due volte al giorno un sonno persistente, che occupa circa sei ore. Quindi la giornata di un gatto è di circa dodici ore e durante la notte dormono all'incirca sei ore. Ciò significa che dormono altre sei ore durante il giorno.

#### Graffi

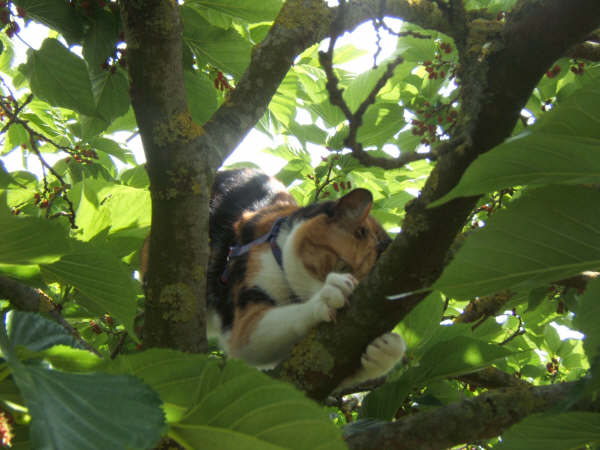
Gatta che graffia un gelso per marcare il territorio

La crescita degli artigli del gatto è continua e compensa l'usura naturale. Il gatto può aggiustare la lunghezza e affilare i suoi artigli strofinandoli contro delle superfici rugose. I graffi sono dei marchi visuali e olfattivi. Questo comportamento è per comunicare agli altri gatti l'appartenenza del territorio. In alcuni paesi, come in Canada e negli Stati Uniti, per limitare i graffi è diffusa la pratica dell'onicectomia che consiste nella rimozione chirurgica degli artigli.

#### Pulizia
Durante la pulizia, i gatti ingeriscono molti peli che poi si accumulano nello stomaco, formando delle palle di pelo chiamate bezoari. Questi perturberebbero il transito intestinale e vengono dunque vomitate per evitare l'occlusione intestinale. La pulizia reciproca tra gatti è riservata a quelli che si conoscono intimamente. Si leccano per scambiarsi l'odore e per depositare sull'altro dei feromoni calmanti.

#### Escrementi

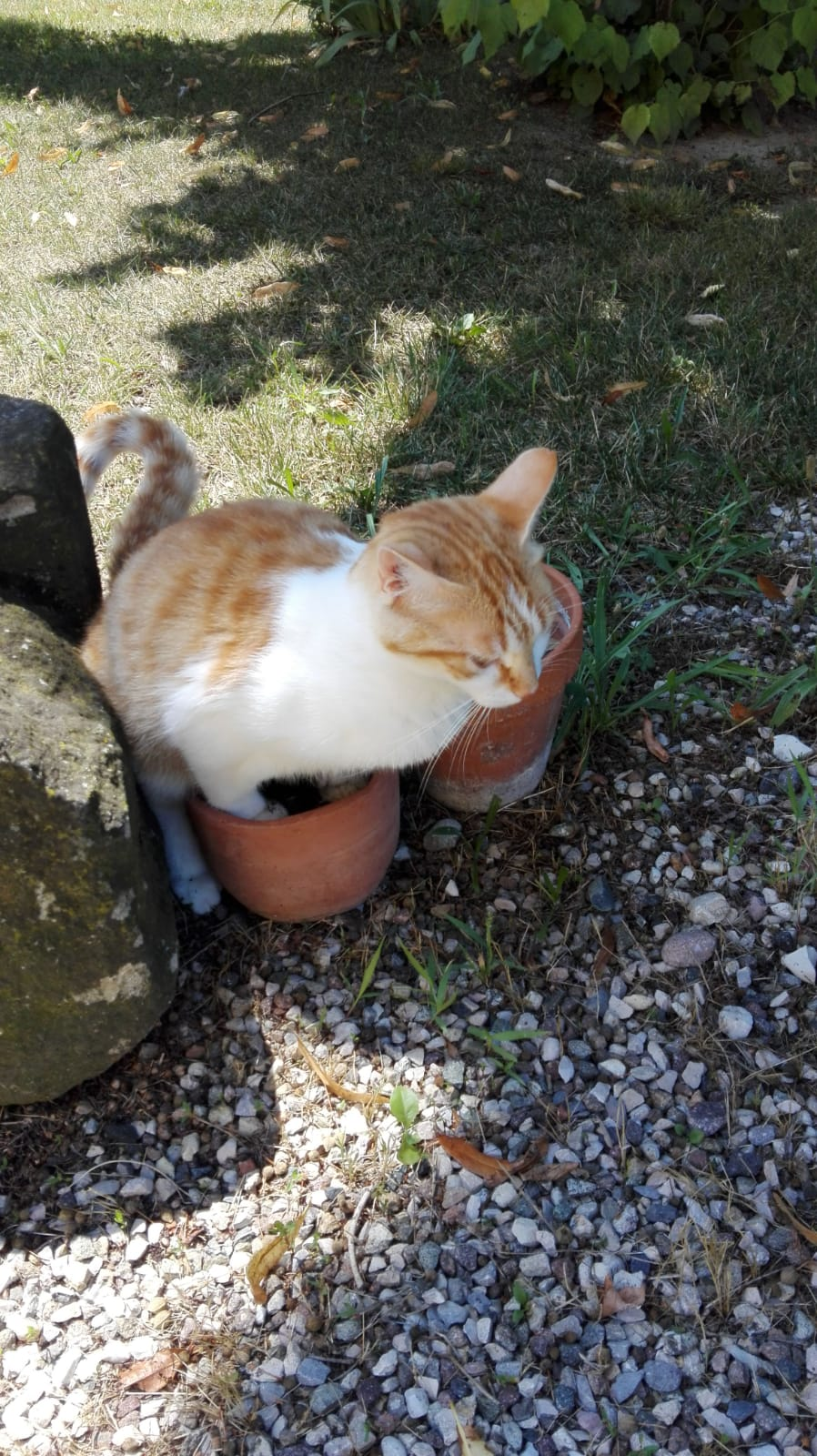
Una gatta nell'atto di defecare

I gatti in natura scelgono dei luoghi con terra molle per depositare i loro escrementi. Li coprono in seguito con della terra, grattando con le loro zampe anteriori. L'odore degli escrementi innesca il loro interramento; ciò permetteva al gatto allo stato selvatico di non far individuare il proprio odore dai predatori e di diminuire i rischi di infezioni da parassiti.
Il gatto produce escrementi una o due volte al giorno e urina fino a cinque volte al giorno, senza contare le attività di marcatura urinaria del territorio. Quest'ultimo comportamento è riconoscibile perché il gatto alza la coda e rivolge la schiena verso l'oggetto che intende marcare. Anche la defecazione è utilizzata come marcatura del territorio quando gli escrementi vengono depositati ben in vista nei luoghi di passaggio dei gatti (per esempio sopra un ceppo). Con l'invecchiamento dell'animale il volume dell'urina può crescere a causa di frequenti problemi benigni di ipertiroidismo.
Le feci dei gatti possono essere veicolo di trasmissione all'uomo della toxoplasmosi attraverso ingestione delle ovocisti sporulate.

### Intelligenza

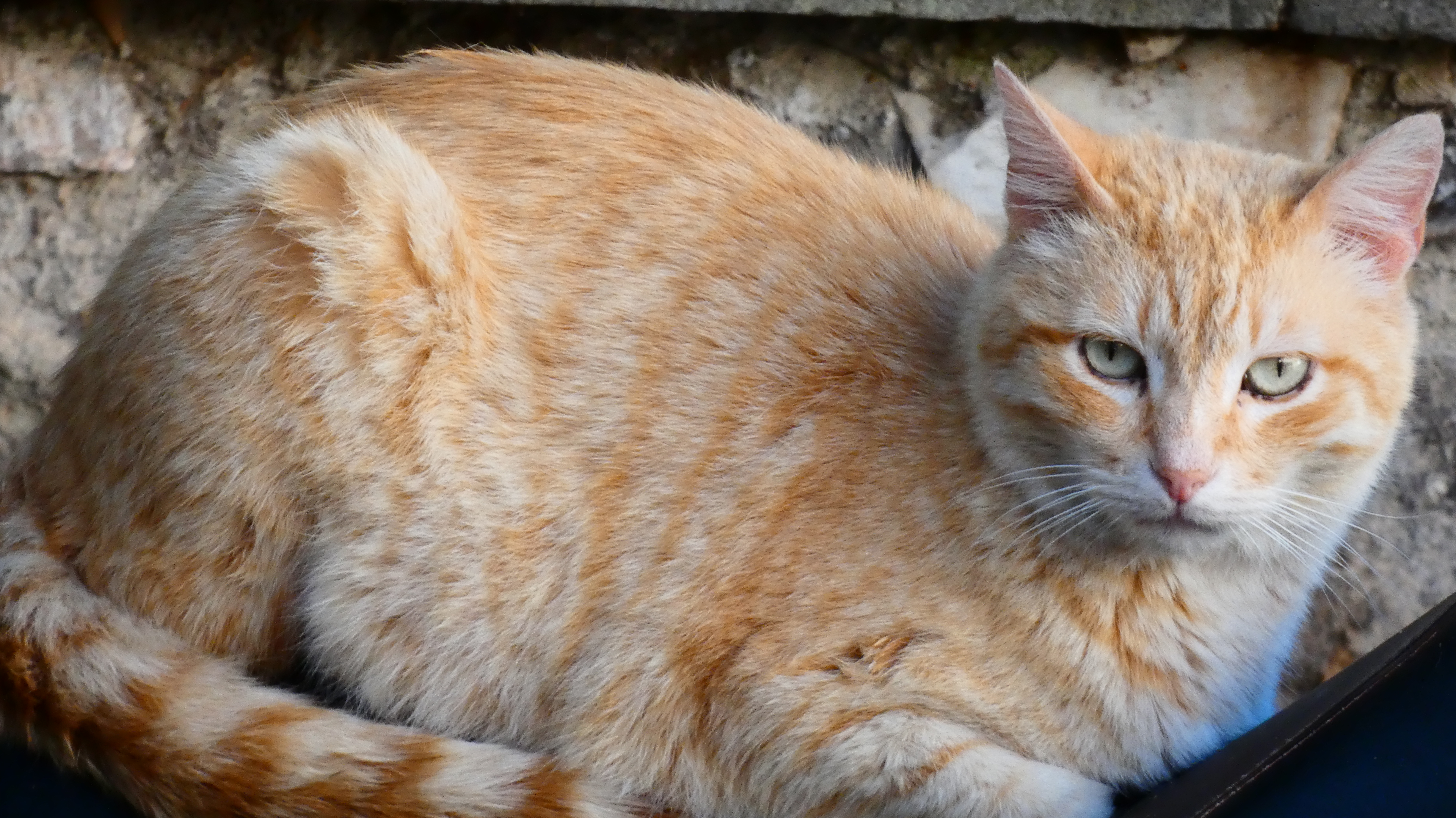
Un gatto randagio di razza meticcia.

Dagli esperimenti sui gatti domestici, si può dedurre che la loro memoria di lavoro per la permanenza degli oggetti, uno dei fattori essenziali dell'intelligenza, è di circa 16 ore.
Ulteriori ricerche hanno dimostrato che i gatti hanno consapevolezza degli oggetti non direttamente visibili, e un'intelligenza senso-motoria paragonabile a quella di un bambino di due anni. In condizioni sperimentali, la memoria di un gatto è stata dimostrata come avente la capacità di ritenere e richiamare informazioni fino a 10 anni.
Alcuni studi suggeriscono che i gatti possano sognare.

## Rapporti con l'uomo

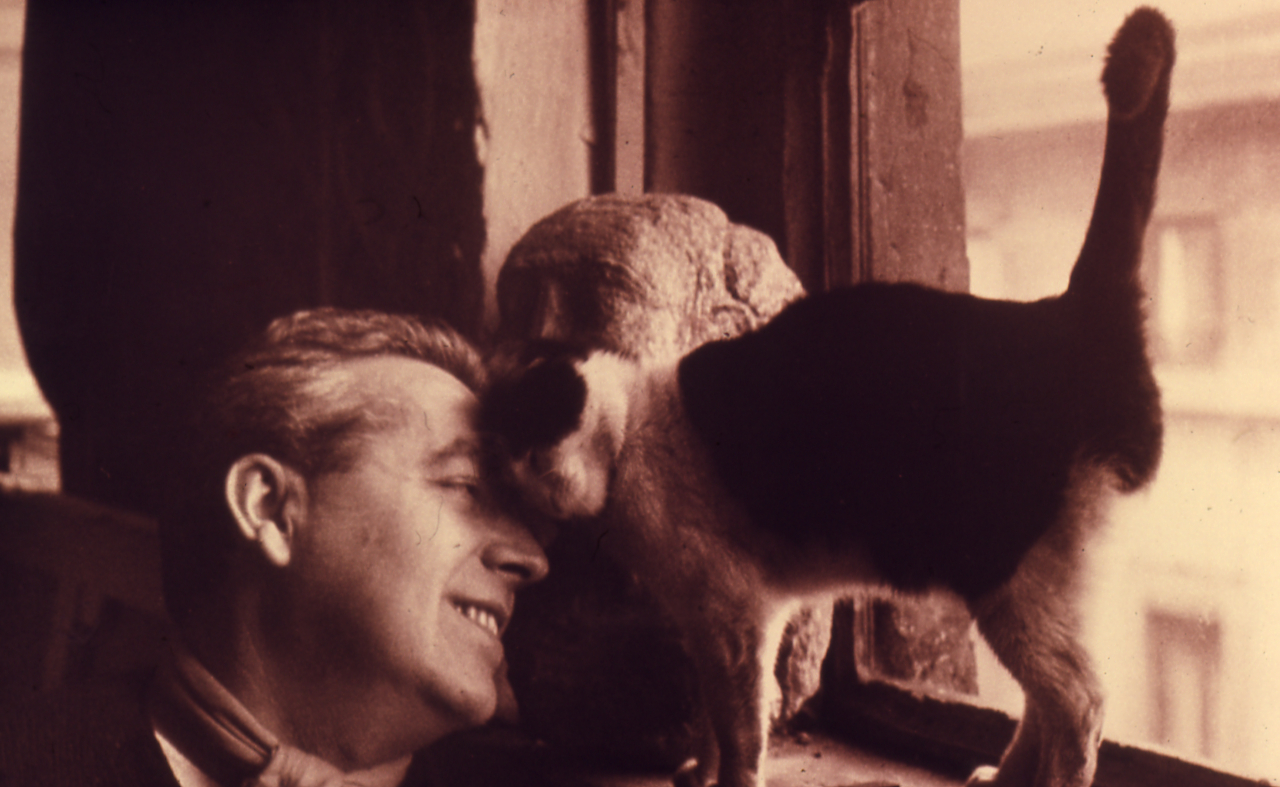
Un gatto si struscia sulla fronte del suo padrone. Foto di Paolo Monti.

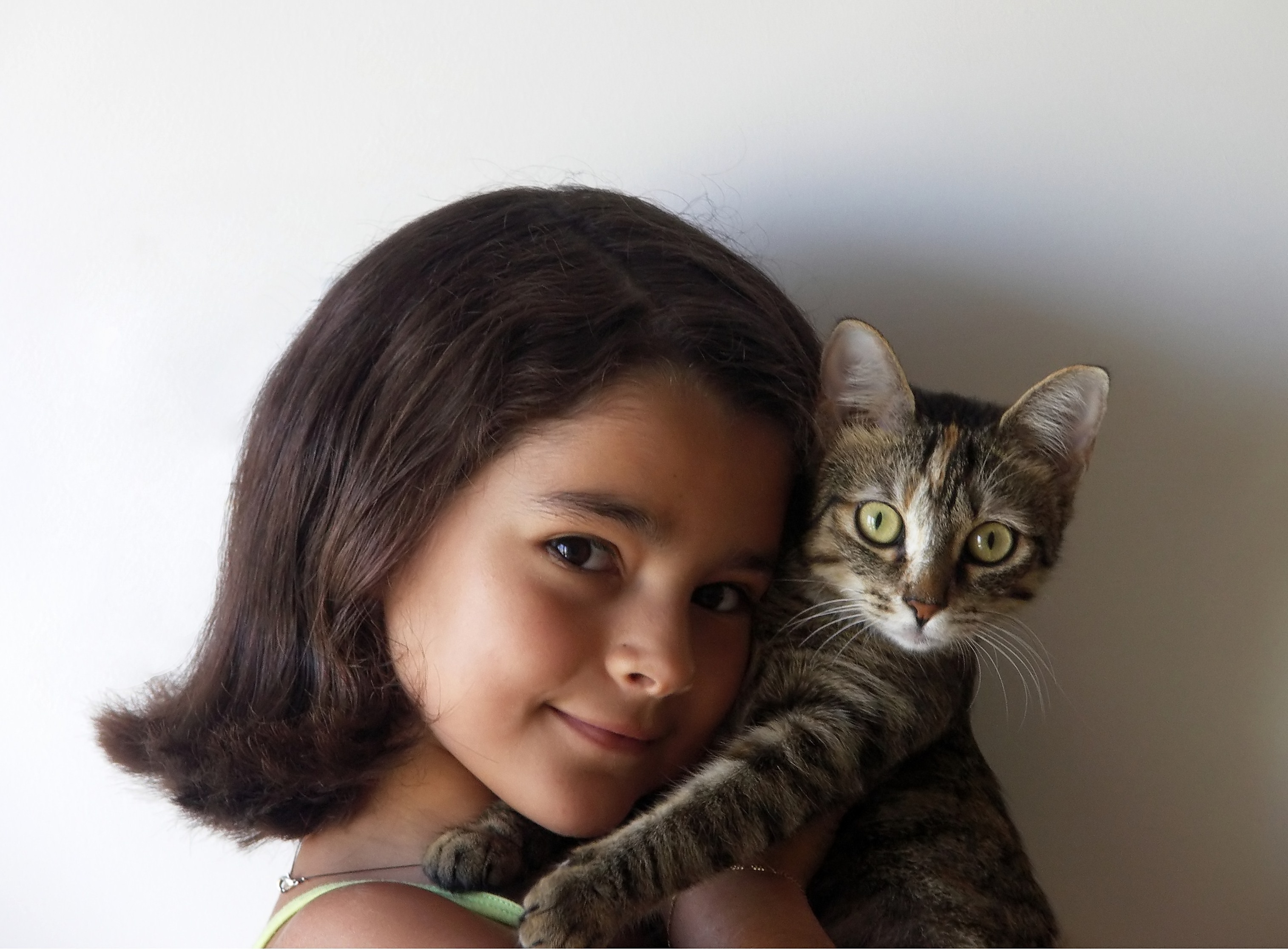
Una bambina con il suo gatto

Il gatto ha conservato una sua naturale diffidenza e indipendenza. Fra i gatti non esiste una struttura gerarchica come nei cani, dunque il loro rapporto con gli umani è diverso: l'essere umano viene considerato come una madre sostitutiva che procura cibo e garantisce protezione. Il gatto infatti è un animale più legato al territorio che al branco, a differenza del cane, ma questo non gli impedisce di provare affetto verso le persone, il che può anche portare a comportamenti protettivi. Nella maggior parte dei casi il suo atteggiamento verso il padrone è affettuoso e dolce, in particolar modo se allevato da piccolo.
Il gatto può inoltre manifestare il proprio affetto verso il padrone facendo le fusa e allungando le zampe. In tali momenti resta con gli occhi chiusi e il padrone, in una forma di imprinting, rappresenta per lui la vera madre.
Un altro modo di riconoscere l'umano come una "mamma" è quello di grattare il torace o un'altra parte del corpo del compagno umano con le zampe anteriori. Questo comportamento è detto "danza del latte" (o "fare la pasta"), in quanto le zampe si muovono come le braccia di un uomo quando impasta la farina, ed è un'azione tipica dei gattini sotto allattamento che in questo modo stimolano la lattazione dalle mammelle materne. Non è sempre un comportamento gradito agli umani, in quanto eseguito con le unghie sfoderate, ma va considerato comunque una dimostrazione di affetto in quanto viene appunto proiettata sul padrone la figura materna. Può talvolta essere eseguito su oggetti, ad esempio vestiario, appartenenti al padrone oppure sulla base di appoggio quando riceve coccole particolarmente gradite.
Le carezze vanno effettuate con moderazione perché il pelo dei gatti è ricco di terminazioni nervose ultrasensibili alle manipolazioni. I miagolii rivolti al compagno umano sono di diversi tipi: quello lungo e lamentoso per segnalare un corteggiamento, quello breve caratteristico del saluto e infine quello prolungato per una richiesta.

### Una compagnia benefica
Diversi studi hanno evidenziato come la compagnia di un gatto possa aiutare le persone con problemi psichici e le persone sole o stressate, abbassandone la tensione. Esistono persino tecniche di "gattoterapia", ossia di pet therapy con i gatti. Le principali razze per la pet therapy sono il Ragdoll, il gatto sacro di Birmania, il Maine Coon e Scottish Fold, ma principalmente il Ragdoll.

### Cura e accessori

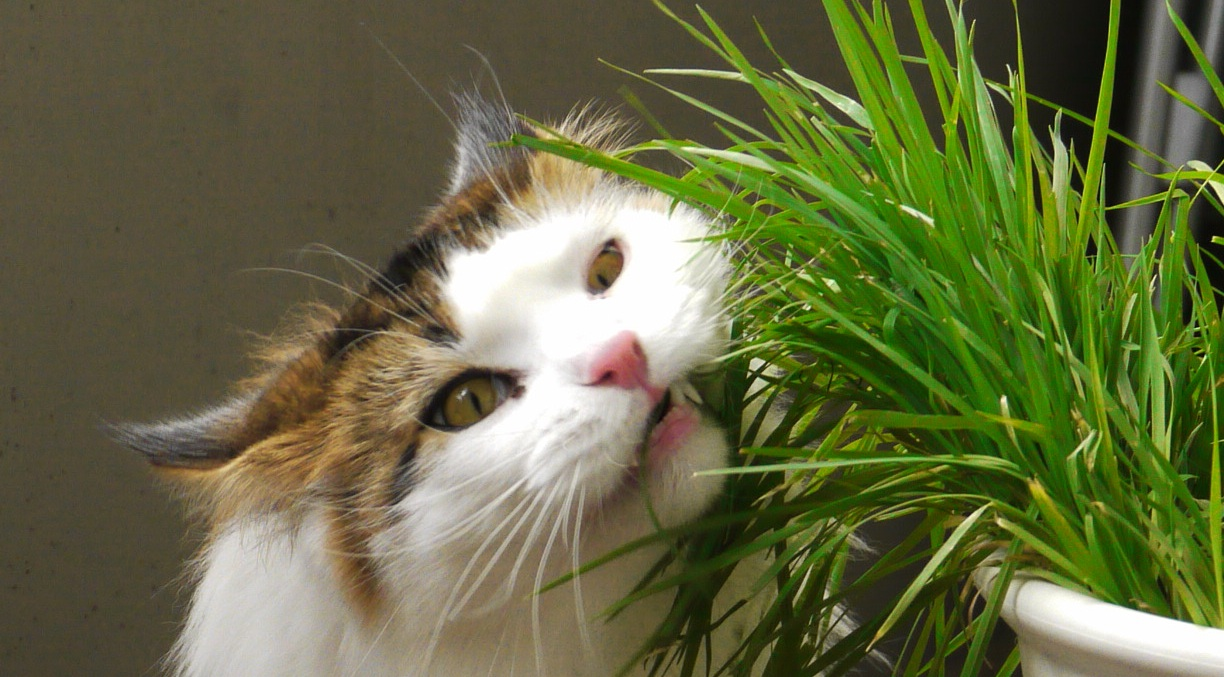
Erba gatta

Poche cose sono assolutamente indispensabili per un gatto che non sia libero di muoversi all'aperto: due ciotole per acqua e cibo, e una lettiera per i bisogni, da pulire ogni giorno e aerare il più possibile; l'erba gatta, che si vende anche in comodissime ciotole a cui aggiungere solo acqua, può favorire l'eliminazione di eventuale accumulo di peli che si forma nello stomaco. Esistono anche crocchette che svolgono un'azione simile all'erba gatta. È importante anche un tiragraffi, dove il gatto possa consumare le unghie. Esistono diverse tipologie: cartone ondulato, blocco di sughero e legno. In genere il tiragraffi dà anche modo al gatto di arrampicarsi e sostare. Tiragraffi alti, dotati di diverse piazzole possono essere quindi preferiti in quanto i gatti tendenzialmente amano riposare in alto, al sicuro da ogni pericolo. Tuttavia l'integrità di oggetti particolarmente fragili e delle stoffe non può essere garantita con un gatto (specie i più vivaci, che amano issarsi sulle superfici morbide usando le unghie come arpioni), è importante che ogni individuo possa limare e affilare i propri artigli in un posto sicuro. In assenza di un tiragraffi apposito infatti il gatto tende a trovarsene uno da solo e quindi rovinare porte, mobili o tappeti.
Il gatto non ha bisogno di una cuccia, poiché è perfettamente in grado di trovare un giaciglio che sia di suo gradimento: lo si può trovare a dormire ovunque, di solito negli angoli più caldi, più asciutti o più ventilati della casa, a seconda della stagione.
In generale, ogni alterazione ingiustificata dei comportamenti del gatto, animale abitudinario per eccellenza, deve far sospettare un possibile problema di salute. Tra i principali sintomi ci sono l'inattività, l'inappetenza e la tendenza a nascondersi (una misura istintiva di autoconservazione dai predatori).
Specialmente nei gatti in età avanzata possono sorgere patologie a carico dei reni, i cui sintomi sono inizialmente una tendenza a bere più del normale, alitosi e prostrazione, poi con l'aggravarsi della patologia, l'ammoniaca diviene ematica, col risultato di un forte odore della stessa che viene emesso dal pelo. Le patologie renali, quando non sono curate per tempo, sono solitamente fatali.
Per quanto riguarda la somministrazione di vermifughi per la vaccinazione, prima di vaccinare un gatto è indispensabile somministrargli, secondo le necessità, uno o più vermifughi. I parassiti diminuiscono infatti la resistenza degli animali così come la loro capacità di "rispondere" alla vaccinazione producendo anticorpi. Per proteggere i gatti, il veterinario dispone di molti vaccini. Quelli usati più comunemente sono quelli contro la panleucopenia infettiva (o gastroenterite infettiva), la coriza, la clamidiosi, la rinotracheite, la calicivirosi, la leucemia e la rabbia.

### Malattie infettive
- Panleucopenia infettiva o gastroenterite infettiva: chiamata anche tifo, ha provocato numerose epidemie. Si tratta di una malattia contagiosa, di natura virale, propria dei gatti. Dovuta a un Parvovirus, è caratterizzata da uno stato di intensa prostrazione, una gastroenterite e una leucopenia (caduta del numero dei globuli bianchi). La mortalità, molto elevata, è dell'80% nei soggetti di sei mesi e del 40% in quelli che hanno più di un anno. Se il virus colpisce una gatta gravida, i piccoli che nasceranno potranno manifestare turbe nell'equilibrio, causate dalla localizzazione del virus nel cervelletto del feto. Molti laboratori veterinari propongono vaccini di efficacia vicina al 100%. La prima vaccinazione comprende in linea di massima 2 iniezioni sottocutanee, a due-tre settimane d'intervallo l'una dall'altra. In seguito devono essere effettuati regolari richiami annuali. Il virus, per l'alto tasso di letalità e morbilità, è stato più volte utilizzato come efficace metodo di contenimento biologico dei gatti in ambiente insulare.[73]
- Coriza: Comprende alcune malattie infettive, contagiose e d'origine virale (Herpesvirus, Calcivirus e Reovirus) molto frequenti nel gatto. Colpisce in particolare animali che vivono in collettività (rifugi o allevamenti).
- Leucemia felina: oggi sono stati identificati due virus responsabili della malattia: il primo e il più diffuso è il FeLV ed è stato scoperto dal professor Jarret un quarto di secolo fa, in Gran Bretagna. La vaccinazione protegge, anche se in modo incompleto, il felino da questo virus; la protezione è dimostrata solo negli animali che sono stati infettati dal virus e sono dunque sieronegativi. Il secondo è il FIV, identificato recentemente negli Stati Uniti e poi in Francia. Sia il FeLV che il FIV provocano un indebolimento dei meccanismi di difesa immunitaria, e i gatti colpiti diventano sensibili alle altre infezioni. Questi virus sono responsabili di uno stato tumorale del gatto (sono oncogeni). Nessun gatto è al sicuro da questo pericolo. La vaccinazione per la leucemia necessita di un richiamo annuale. Non si è ancora trovata una cura definitiva contro questa malattia provocata dal virus FeLV, anche se sono stati ottenuti risultati incoraggianti dall'utilizzo di interferone o dall'acemannano, un principio attivo estratto dall'aloe vera.[74]
- Rabbia: come il cane, anche il gatto è colpito da questa malattia, che è anche una zoonosi. Questa tipologia di vaccinazioni viene regolamentata e scadenzata per legge, per cui è obbligatorio rispettare le date indicate sui certificati. In Italia è obbligatoria per tutti i gatti che debbano essere condotti all'estero e i cui proprietari debbono richiedere il passaporto. Non è obbligatoria per i gatti che non viaggiano.
- Clamidiosi: la clamidiosi felina (provocata dalla Chlamydia psittaci) è una malattia delle vie respiratorie caratterizzata da congiuntivite e secrezione nasale; è estremamente contagiosa e anche l'uomo può contrarla. Nel gatto i sintomi della malattia sono simili a quelli della coriza, ma la congiuntivite è più marcata. Nel gattino esistono forme più gravi, con disidratazione e anoressia che possono provocarne la morte. Da qualche anno il vaccino utilizzato in Francia e negli Stati Uniti è disponibile anche in Italia.

## Razze

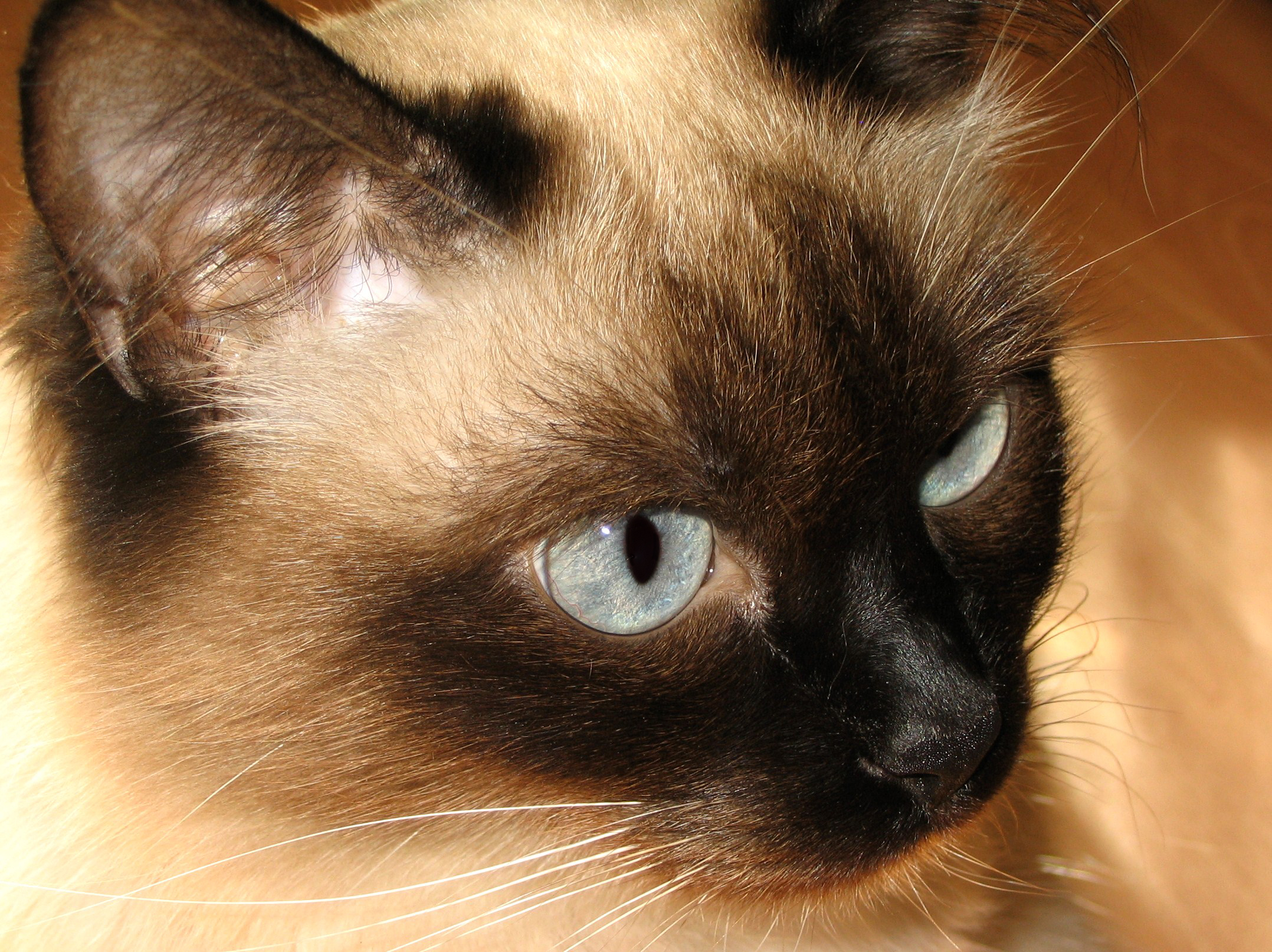
Esemplare di gatto a pelo semilungo in varietà colourpoint (tipo siamese)

Vi sono diverse razze di gatti domestici. Il gatto di razza meticcia viene di solito denominato soriano o tabby. Le altre razze più note sono:
- Gatti a pelo corto
  - Abissino
  - American Curl, variante Shorthair
  - American Shorthair
  - American Wirehair
  - Ashera
  - Bengala, o Bengal
  - Blu di Russia
  - Bobtail americano
  - Bobtail Giapponese
  - Bombay
  - British Red Tabby: pelo rossiccio
  - British Shorthair
  - Burmese
  - Burmilla
  - Certosino
  - Chausie
  - Cornish Rex
  - Cymric
  - Devon Rex: ricoperto da una folta pelliccia riccia
  - Esotico: variante a pelo corto del persiano
  - Exotic Shorthair
  - Gatto egeo
  - Europeo, noto anche come Celtic Europeo
  - Gatto di Ceylon
  - German Rex
  - Havana Brown
  - Khao manee, noto anche come “occhio di diamante"
  - Korat
  - Lykoi
  - Manx
  - Mau Egiziano
  - LaPerm
  - Ocicat
  - Orientale
  - Pixie bob
  - Savannah ibrido tra servalo e un'altra razza di gatto
  - Scottish Fold
  - Seychellois, il pelo può essere sia corto che semilungo
  - Siamese: pelo con sfumature colourpoint
  - Singapura
  - Snowshoe
  - Sokoke
  - Thai: pelo con sfumature colourpoint
  - Toyger
  - Tonchinese
- Gatti senza pelo, detti anche nudi
  - Don Sphynx: totalmente nudo con gene dominante
  - Kohona: totalmente privo di follicoli piliferi
  - Peterbald: con pelliccia rada o nulla
  - Sphynx Canadian: totalmente nudo con gene recessivo, esistente in tre versioni di nudità tattile; Wax (pelle effetto cera calda), Rubber (pelle effetto gomma morbida) e Peach (pelle effetto pesca)
- Gatti a pelo semilungo
  - American Curl, variante Longhair
  - Angora Turco
  - Balinese (siamese a pelo semilungo)
  - British Longhair
  - Cymric
  - Kurilian Bobtail
  - Maine Coon: sono i gatti di taglia più grossa, arrivano a pesare fino a 12 kg
  - Nebelung
  - Neva Masquerade (Невская Маскарадная) [Gatto ipoallergenico di origine russa]
  - Norvegese
  - Ragdoll
  - Gatto sacro di Birmania
  - Selkirk rex
  - Siberiano
  - Somalo abissino a pelo semilungo
  - Turco Van
- Gatti a pelo lungo
  - Persiano
- Gatti ipoallergenici
  - Abissino
  - Balinese
  - Cornish Rex
  - Devon rex
  - Foreign white
  - Gatto siberiano
  - Gatto siamese

## Origini e storia

### Evoluzione della specie
Albero filogenetico del Felis silvestris
|  | Felis silvestris ornata - Gatto ornato |
|  |                                        |
|  | Felis silvestris bieti - Gatto di Biet |
|  |                                        |

|  | Felis silvestris lybica - Gatto selvatico africano |
|  |                                                    |
|  | Felis silvestris catus - Gatto domestico           |
|  |                                                    |

|  | Felis silvestris ornata - Gatto ornato |
|  |                                        |
|  | Felis silvestris bieti - Gatto di Biet |
|  |                                        |

|  | Felis silvestris lybica - Gatto selvatico africano |
|  |                                                    |
|  | Felis silvestris catus - Gatto domestico           |
|  |                                                    |

|  | Felis silvestris ornata - Gatto ornato |
|  |                                        |
|  | Felis silvestris bieti - Gatto di Biet |
|  |                                        |

|  | Felis silvestris lybica - Gatto selvatico africano |
|  |                                                    |
|  | Felis silvestris catus - Gatto domestico           |
|  |                                                    |

|  | Felis silvestris ornata - Gatto ornato |
|  |                                        |
|  | Felis silvestris bieti - Gatto di Biet |
|  |                                        |

|  | Felis silvestris lybica - Gatto selvatico africano |
|  |                                                    |
|  | Felis silvestris catus - Gatto domestico           |
|  |                                                    |

|  | Felis silvestris ornata - Gatto ornato |
|  |                                        |
|  | Felis silvestris bieti - Gatto di Biet |
|  |                                        |

|  | Felis silvestris lybica - Gatto selvatico africano |
|  |                                                    |
|  | Felis silvestris catus - Gatto domestico           |
|  |                                                    |

|  | Felis silvestris ornata - Gatto ornato |
|  |                                        |
|  | Felis silvestris bieti - Gatto di Biet |
|  |                                        |

|  | Felis silvestris lybica - Gatto selvatico africano |
|  |                                                    |
|  | Felis silvestris catus - Gatto domestico           |
|  |                                                    |

|  | Felis silvestris ornata - Gatto ornato |
|  |                                        |
|  | Felis silvestris bieti - Gatto di Biet |
|  |                                        |

|  | Felis silvestris lybica - Gatto selvatico africano |
|  |                                                    |
|  | Felis silvestris catus - Gatto domestico           |
|  |                                                    |

|  | Felis silvestris ornata - Gatto ornato |
|  |                                        |
|  | Felis silvestris bieti - Gatto di Biet |
|  |                                        |

|  | Felis silvestris lybica - Gatto selvatico africano |
|  |                                                    |
|  | Felis silvestris catus - Gatto domestico           |
|  |                                                    |

### Domesticazione del gatto
Si chiama domesticazione il lungo processo svolto dall'uomo, sin dall'antichità, per ottenere, da una specie selvatica, un animale domestico.

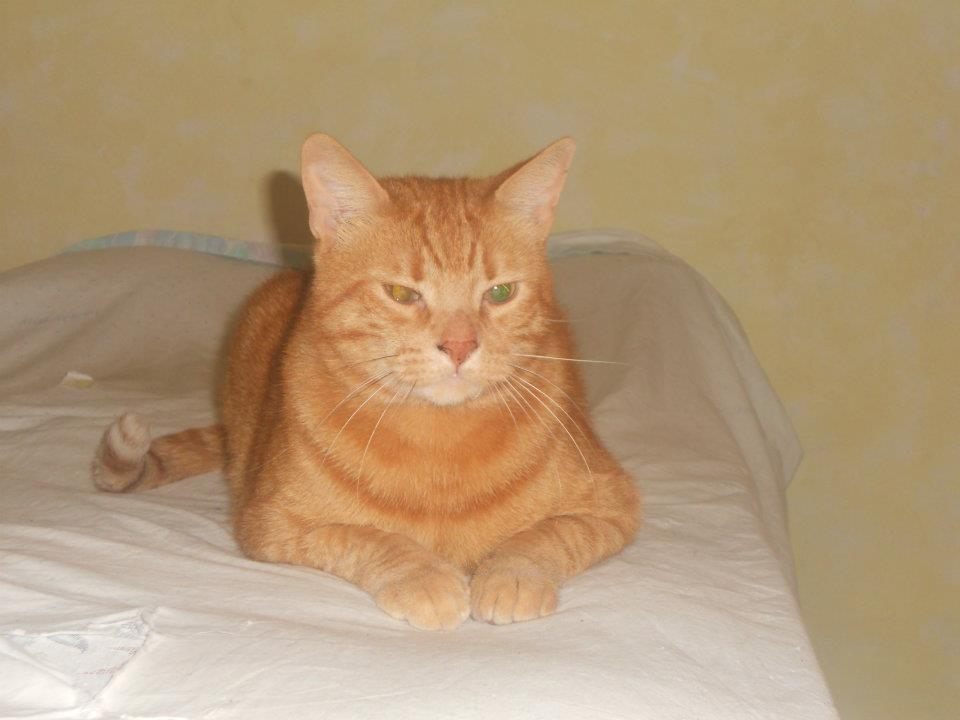
Gatto soriano dal pelo arancione

Le prime scoperte paleontologiche situavano i primi siti della domesticazione del gatto in Egitto, verso il 2000 a.C., ma la scoperta nel 2004 di resti di gatto vicino a quelli di uomini in una sepoltura a Cipro porta l'inizio di questa relazione tra i 7500 e i 7000 anni prima di Cristo. Ciò renderebbe il gatto il secondo animale, dopo il cane, allevato dall'uomo anche o esclusivamente a fini di compagnia. Il gatto scoperto presenta una morfologia molto simile a quella del gatto selvatico africano, senza le modifiche dello scheletro dovute alla domesticazione: si tratta di un gatto addomesticato piuttosto che domestico. La coabitazione dei gatti con gli uomini è probabilmente cominciata con l'inizio dell'agricoltura: la creazione di un surplus agricolo e il conseguente immagazzinamento del grano attirò topi e ratti nei depositi, che a loro volta attirarono i gatti, loro predatori naturali. I primi agricoltori iniziarono perciò a addomesticare i gatti per tenere sotto controllo la proliferazione dei roditori. Lo studio condotto da Carlos Driscoll su 979 gatti ha permesso di definire la probabile origine del gatto domestico nella regione della Mezzaluna Fertile in Mesopotamia.
Sebbene gran parte degli etologi concordi nel definire il gatto domestico discendente del gatto selvatico africano (Felis silvestris lybica), alcuni esemplari di Felis chaus, un piccolo felino africano parente stretto del gatto, sono stati ritrovati mummificati nelle tombe egiziane, presumibilmente domesticati. Questo, oltre alla similitudine morfologica del cranio, ha portato alcuni studiosi a formulare l'ipotesi che il gatto domestico discenda dal Felis chaus e non dal Felis lybica; altri ancora sostengono che siano avvenute ibridazioni.
Il gatto domestico non è la sola specie tra le Felinae utilizzate come animale da compagnia. Anche il gatto selvatico e il jaguarondi sono stati addomesticati per cacciare topi e ratti.

### Antichità

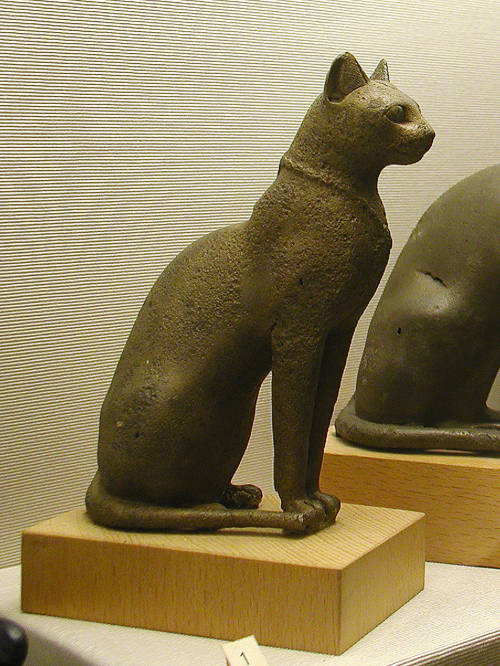
Statua egizia di gatto, in bronzo

Gli egiziani dell'Antichità hanno divinizzato i tratti del gatto nella dea protettrice Bastet, simbolo di fecondità e dell'amore materno. Il suo culto si situava principalmente nella città di Bubasti. Gli archeologi hanno scoperto numerose mummie di gatto che mostrano la venerazione degli Egiziani per questo felino. Anche la sorella di Bastet, Sekhmet, era un felino (anche se una leonessa) e lei aveva come animale sacro il gatto.
Per molto tempo la Grecia antica conoscerà solo i mustelidi (furetti e donnole) come cacciatori di roditori. I primi esemplari saranno venduti loro dai Fenici, che li avevano rubati agli Egiziani. Aristofane cita addirittura la presenza di un mercato dei gatti ad Atene che veniva chiamato ailouros ("che muove la coda"). Poi, a partire dal secondo secolo prima di Cristo, katoikidios (domestico).

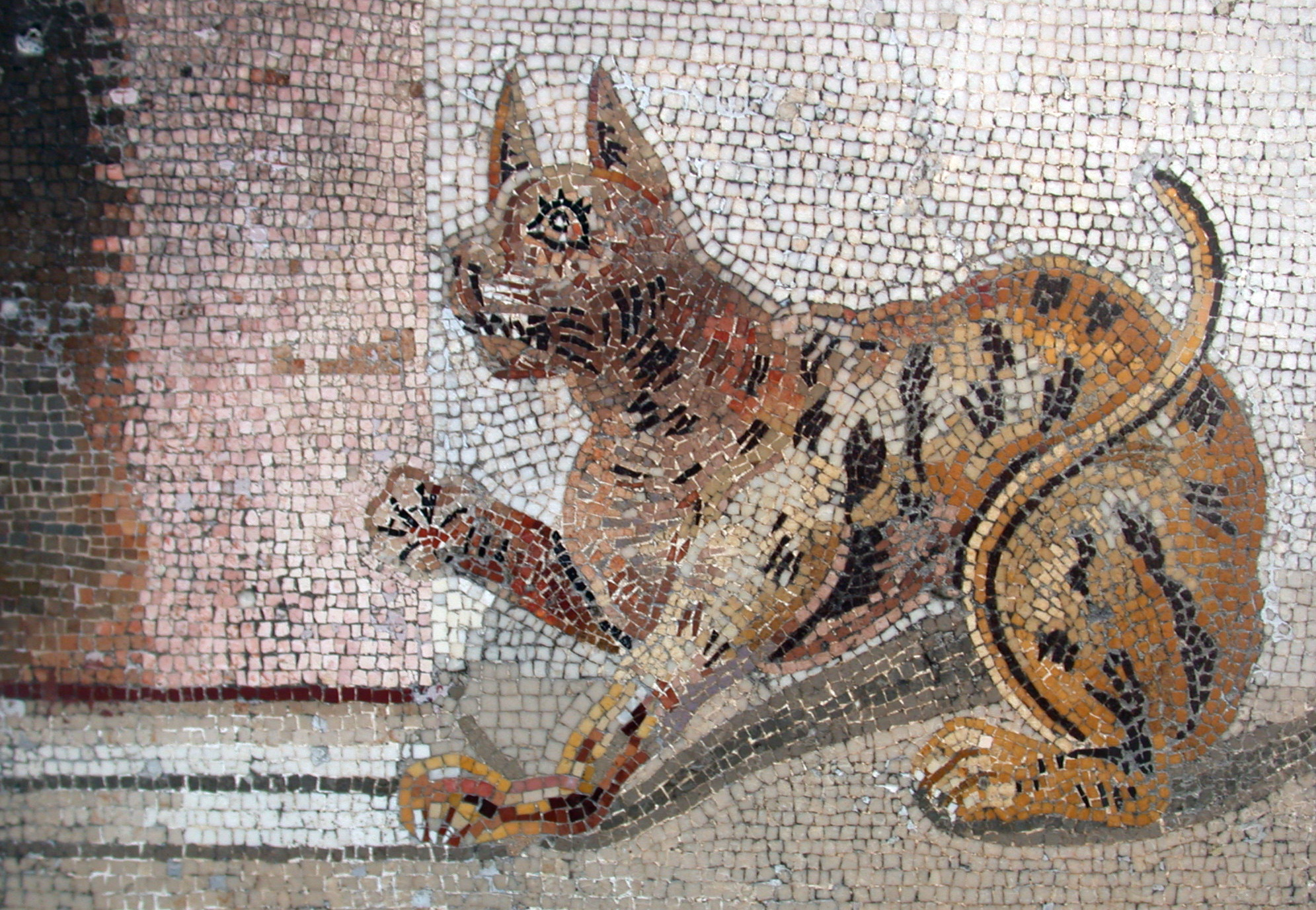
Un mosaico di Pompei

I Romani avevano una vera passione per i gatti: dapprima erano riservati alle classi agiate, in seguito l'uso di possedere un gatto si propagò in tutto l'impero e in tutti gli strati della popolazione, assicurando così la propagazione dell'animale in tutta l'Europa.

### Medioevo e rinascimento
L'immagine del gatto nell'Islam è principalmente positiva, grazie all'affetto che portava loro Maometto, dopo essere stato salvato da un morso di serpente da una gatta soriana, Muezza, che poi venne adottata e amata dal Profeta. Per l'affetto e l'amore che nutriva nei confronti della sua gatta, secondo la leggenda, Maometto regalò ai felini la capacità di cadere sempre su quattro zampe, nonché la presunta facoltà di poter osservare contemporaneamente il mondo terreno e la dimensione ultraterrena. Nei Paesi di cultura araba il gatto è solitamente l'unico animale al quale è permesso di passeggiare liberamente nelle moschee.

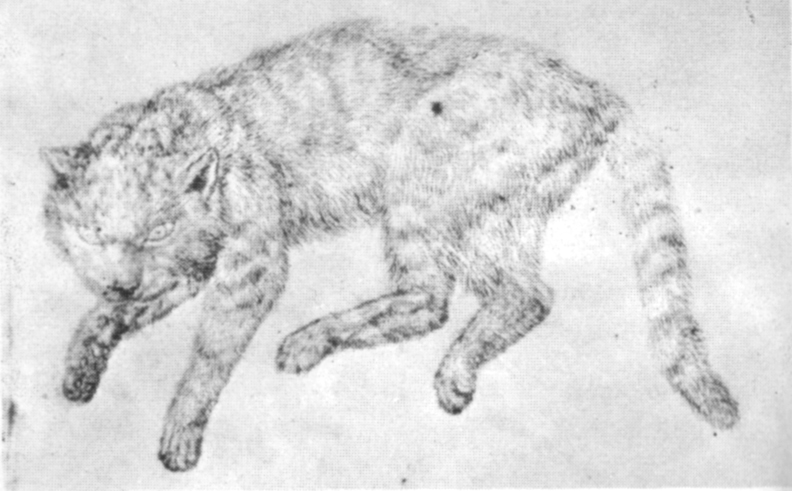
Disegno di Pisanello, conservato al Louvre

Al contrario, il gatto fu demonizzato in Europa durante la maggior parte del Medioevo, a causa dell'adorazione di cui era stato l'oggetto in passato da parte dei pagani. Nella simbologia medievale il gatto era associato alla sfortuna e al male, soprattutto quando era nero e anche all'essere sornioni e alla femminilità. Era considerato un animale del diavolo e delle streghe. Gli si attribuivano dei poteri soprannaturali, tra cui la facoltà di possedere nove (o sette per alcuni Paesi, tra cui l'Italia, in cui la religione lo considera un numero sacro) vite. Nella notte di San Giovanni, nelle piazze, venivano bruciati vivi centinaia di gatti rinchiusi in ceste assieme alle donne accusate di stregoneria. Le differenti epidemie di peste, dovute alla proliferazione dei ratti, potrebbero essere una conseguenza della diminuzione del numero dei gatti.
Nel Rinascimento il gatto venne rivalorizzato, soprattutto a causa dell'azione preventiva contro i roditori, divoratori dei raccolti.
Il cardinale Richelieu riservava ai gatti addirittura alcuni luminosi locali del suo appartamento e quando morì, nel 1642, lasciò nel testamento del denaro perché i suoi beniamini potessero continuare a vivere in dignità.

### Periodo moderno e contemporaneo

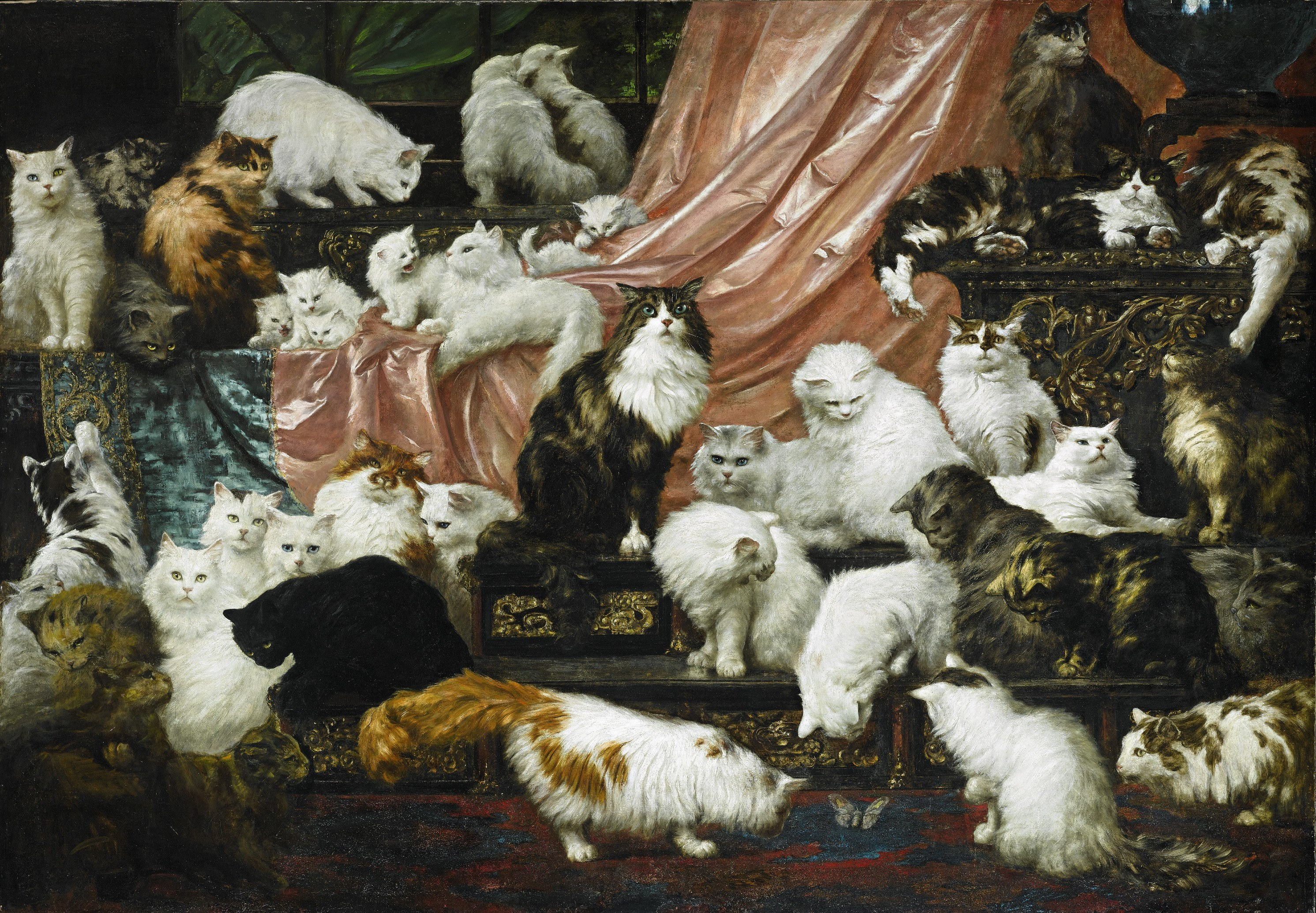
Carl Kahler, Gli amanti di mia moglie, 1891, 1,82 x 2,59 m. Collezione privata

Malgrado delle nobili eccezioni come i cistercensi o il persiano bianco di re Luigi XV di Francia, il gatto non conobbe un vero ritorno di immagine fino al Romanticismo. In questo periodo divenne l'animale romantico per eccellenza, misterioso e indipendente. Sempre nel XIX secolo, diventò il simbolo del movimento anarchico. Nel XX secolo, si è mantenuta questa visione romantica, con un interesse anche scientifico verso il gatto.

## Specie invasiva

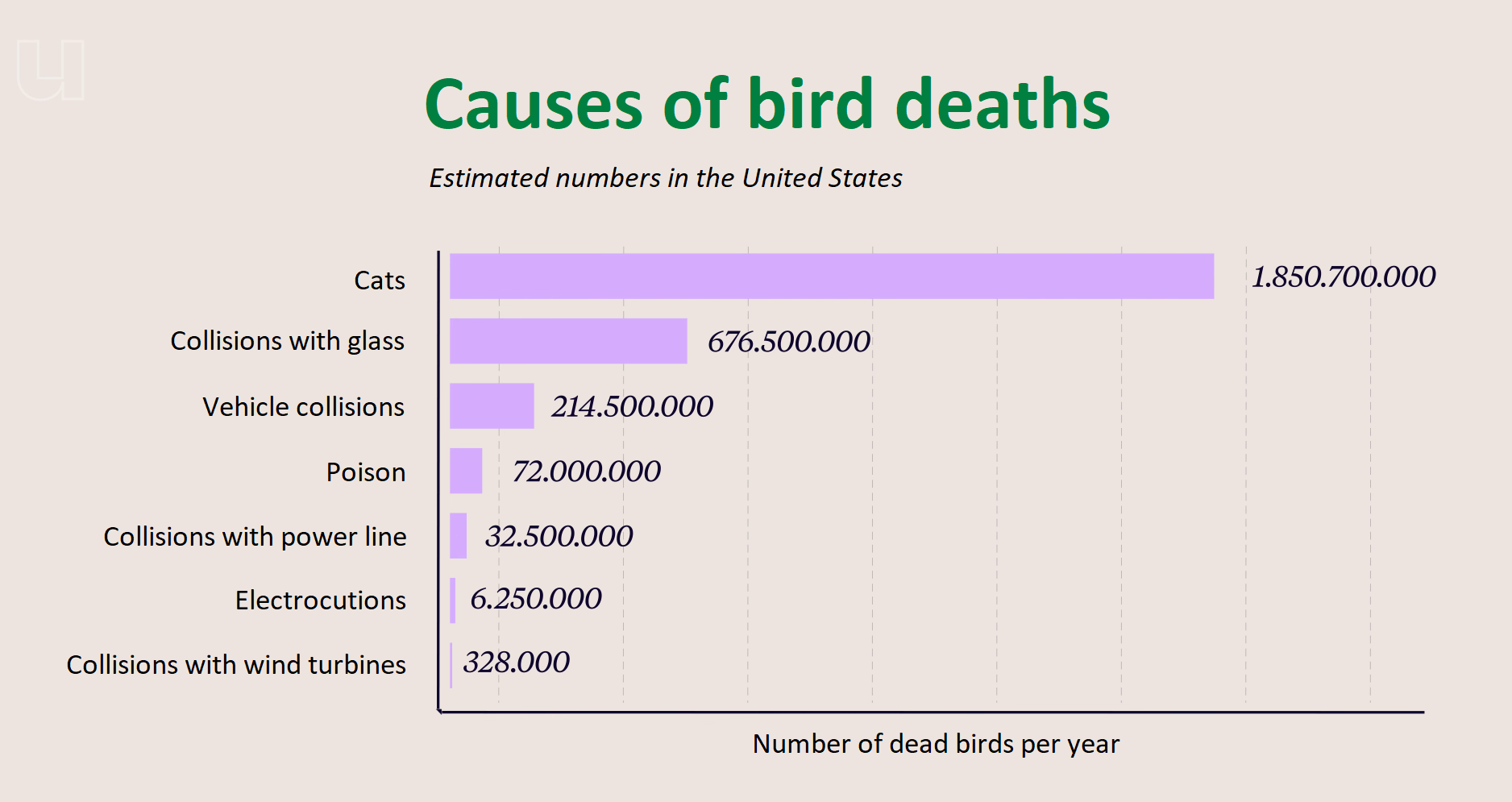
I gatti all'aperto sono la principale causa umana di mortalità degli uccelli

L'introduzione e la naturalizzazione del gatto domestico in ambienti a lui estranei (specie in piccole isole) ha prodotto seri danni ecologici e anche estinzione di specie endemiche di uccelli, anfibi e altri piccoli animali. È inserito nella lista delle cento specie invasive più dannose.
Secondo uno studio del 2017 in Australia, dove felini autoctoni non esistono, e quelli esistenti sono stati introdotti dall'uomo, i gatti randagi uccidono ogni anno 377 milioni di uccelli (oltre 1 milione al giorno) appartenenti a più di 330 specie native (circa la metà di quelle che risiedono abitualmente in Australia) e 649 milioni di rettili; molte specie autoctone di uccelli e rettili sono a rischio a causa dei gatti tanto che il governo australiano aveva ipotizzato di uccidere 2 milioni di felini randagi con salsicce e pasti avvelenati entro il 2020.
Negli Stati Uniti d'America i ricercatori dello Smithsonian Conservation Biology Institute e dell'U.S. Fish and Wildlife Service hanno analizzato i dati di una serie di studi locali e progetti pilota per stimare il numero di animali catturati dai gatti domestici e selvatici degli Stati Uniti: ogni anno sarebbero uccisi dai gatti 3,7 miliardi di uccelli e 20,7 miliardi di piccoli mammiferi (soprattutto topi, conigli e toporagni); lo studio è stato pubblicato su Nature Communications.
Questa attività dei gatti è probabilmente tra le principali minacce non umane (ma legate all'uomo) per la fauna selvatica del Nord America, dove sarebbe stimato che muoiono più animali catturati dai gatti che a causa di incidenti con auto, collisioni con strutture create dall'uomo e agenti chimici.
In una situazione la presenza di gatti inselvatichiti ha mostrato di contribuire alla conservazione di specie endemiche minacciate di estinzione. Una ricerca svolta negli anni sull'Isola della Piccola Barriera per la conservazione della popolazione dei petrelli di Cook - che era stimata in pericolo per la presenza di ratti, weca e gatti incidentalmente introdotti dall'uomo - ha dimostrato come l'eradicazione del gatto, predatore in cima alla locale piramide ecologica, avesse finito per ridurre la percentuale di nidificazioni del petrello che arrivarono felicemente al termine (dal 32% al 9%), in quanto la scomparsa del gatto favorì l'incremento della popolazione dei ratti, principali predatori dei nidi.
Secondo altri ricercatori l'allarme sollevato contro la presenza di gatti, liberi di muoversi nell'ambiente naturale, visti come minaccia ambientale è ritenuto eccessivo e sovrastimato, essendo guidato emozionalmente dalla tematica dello sfruttamento della natura da parte dell'uomo. Viceversa la valutazione sulla presenza dei gatti deve essere analizzata in funzione dell'ambiente, essendo differente se trattasi di ambiente urbano, piccole isole o aree desertiche in quanto il gatto svolge diversi ruoli predatori nei diversi ambienti naturali e aree antropizzate e non si possono generalizzare le problematiche riscontrate in alcune aree naturali ignorandone lo specifico contesto ecologico

## Nella cultura di massa
Fin dalla sua domesticazione nell'antico Egitto, il gatto è stato oggetto di interesse e di rappresentazione nella cultura umana. Gli antichi egizi adoravano ad esempio Bastet, una dea con le sembianze di un gatto. Da allora il gatto è stato protagonista di innumerevoli rappresentazioni nell'arte, nella letteratura, nel cinema e nei fumetti. Degni di nota sono Il gatto con gli stivali, protagonista di una popolare fiaba europea, il gatto del Cheshire, personaggio creato da Lewis Carroll, il romanzo di Luis Sepúlveda Storia di una gabbianella e del gatto che le insegnò a volare e, nei fumetti e nell'animazione, i personaggi di Tom il gatto, Fritz the cat e Garfield. Nel Borneo malese esiste una città, Kuching, il cui nome significa "gatto", e la città si caratterizza per le molte statue dedicate al felino e per un festival annuale dedicato ai gatti.